# Gotyk ceglany

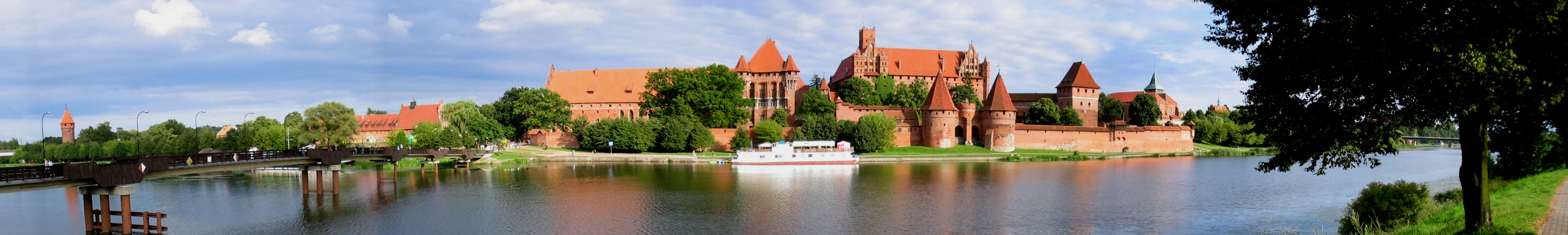
Zamek krzyżacki w Malborku

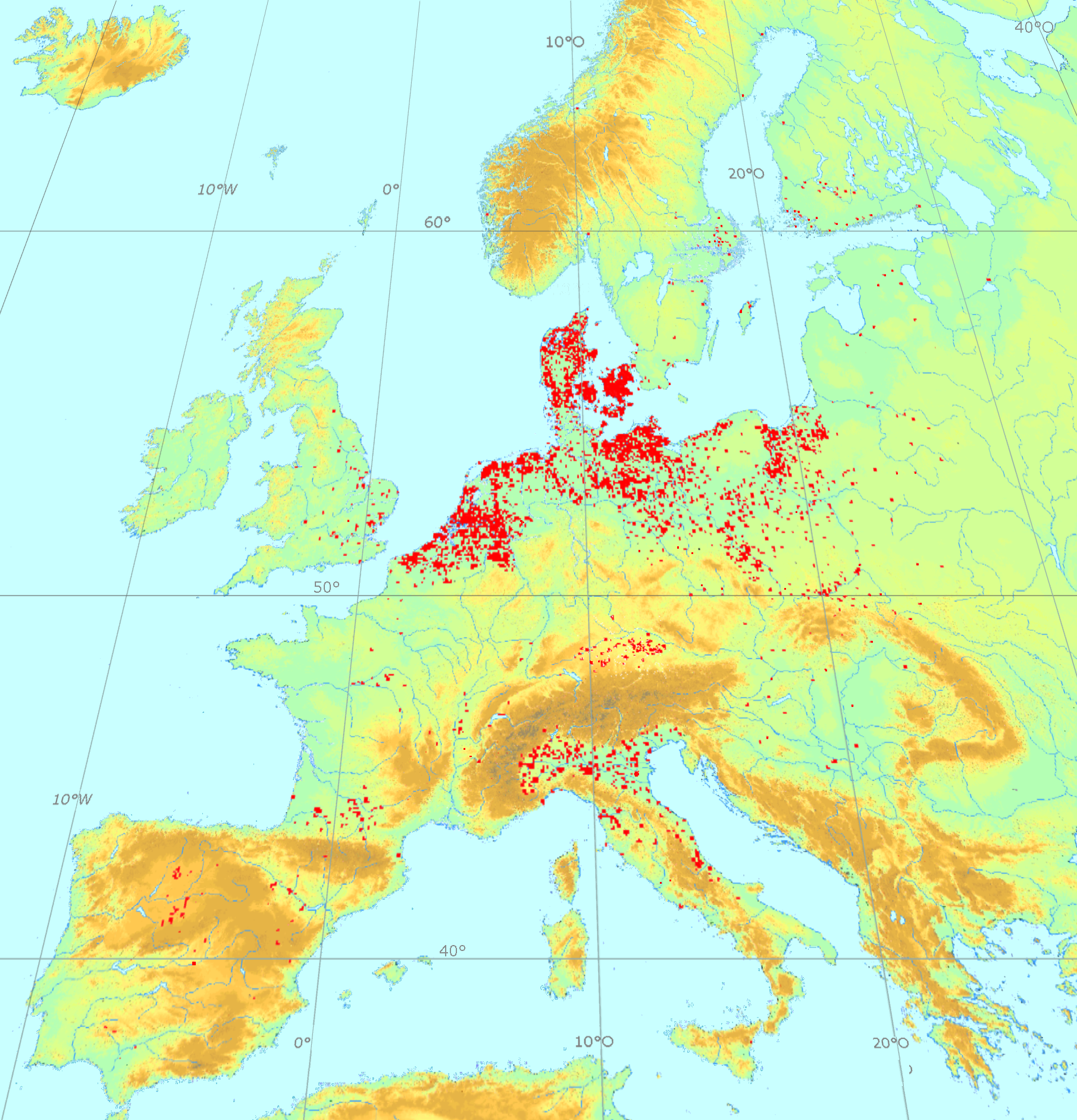
Rozmieszczenie ceglanej architektury gotyckiej w Europie, widoczny rozdział północnego gotyku ceglanego i przykładów południowoeuropejskich

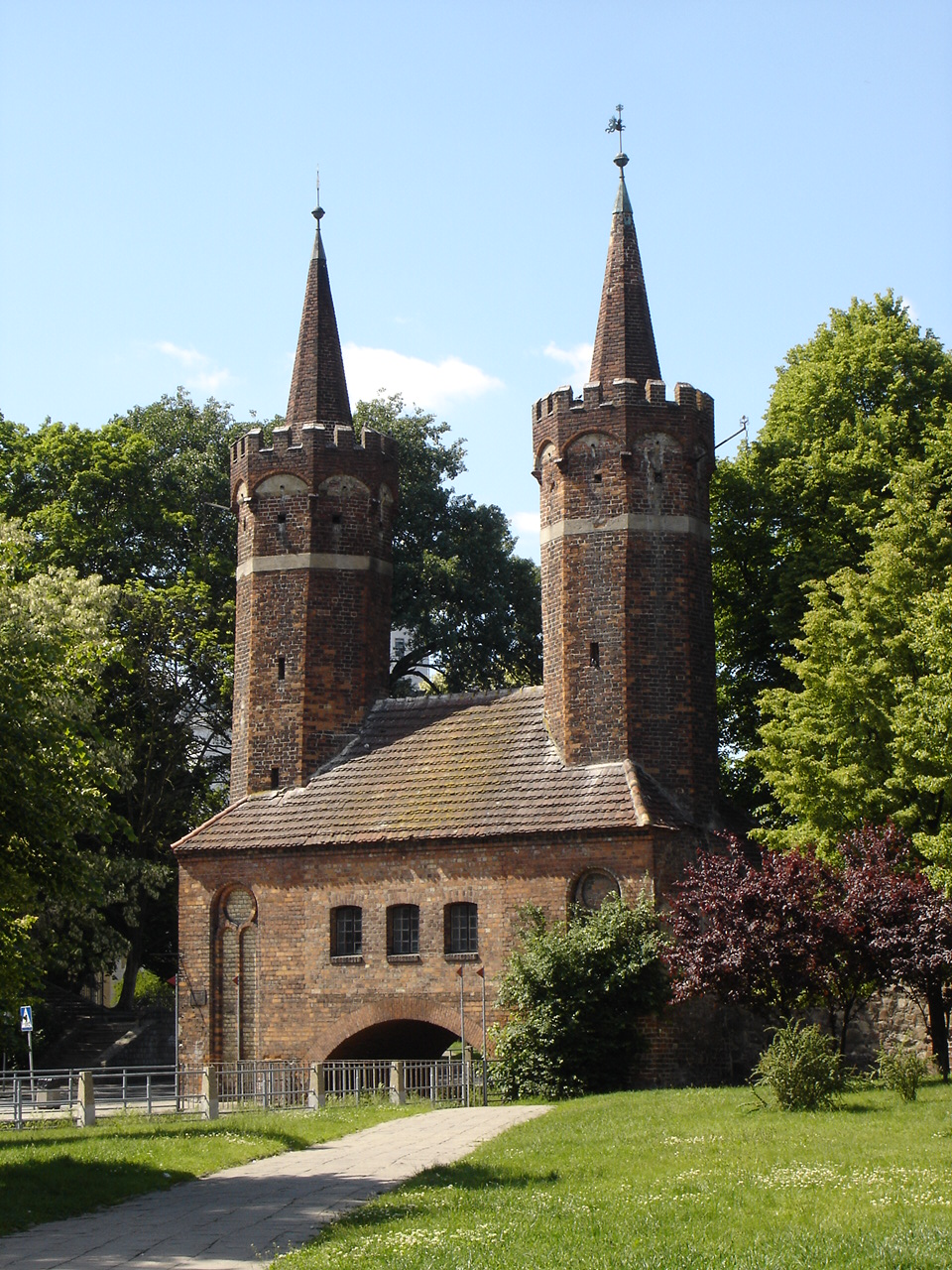
Brama Portowa w Stargardzie

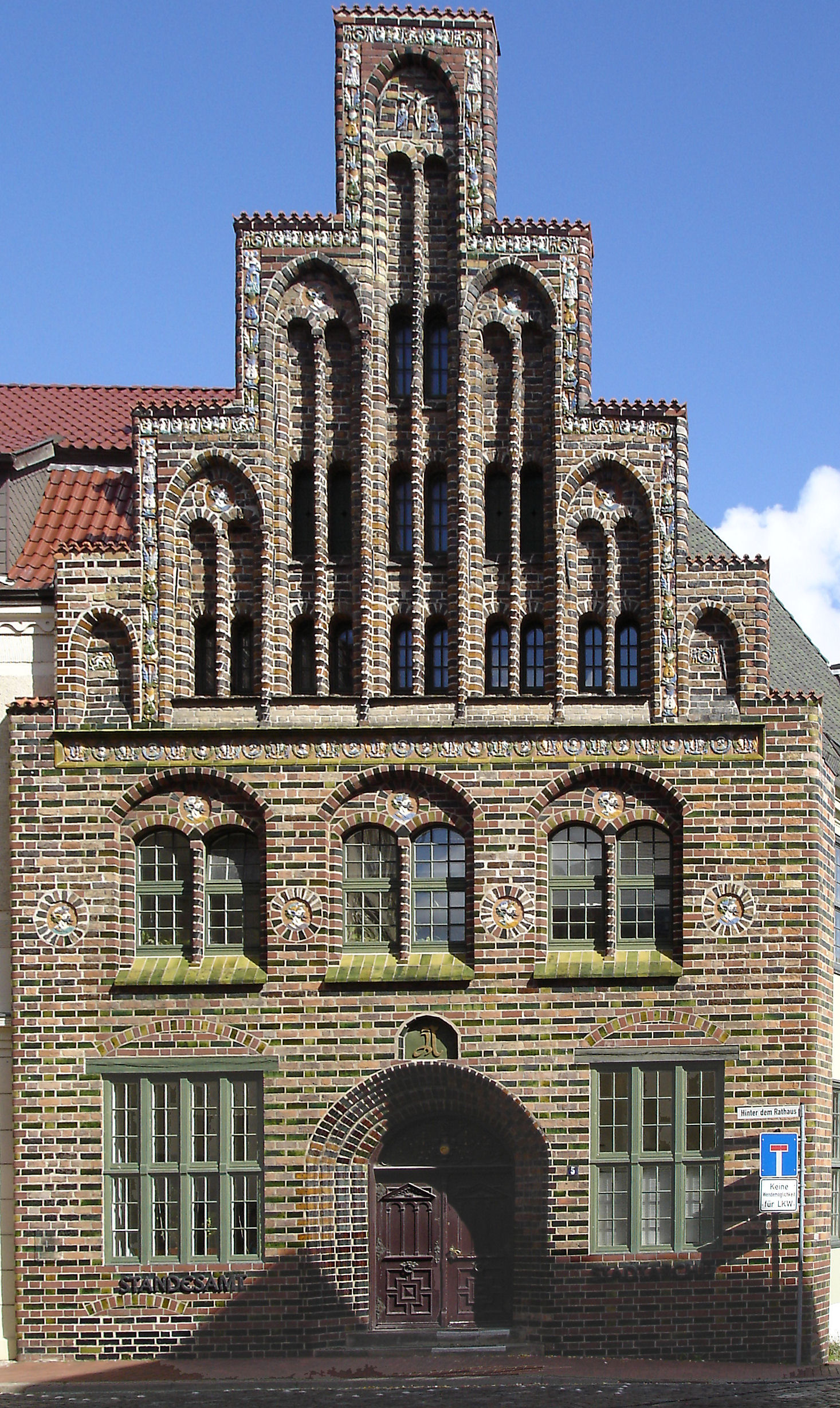
Dom Kerkhofhaus w Roztoce

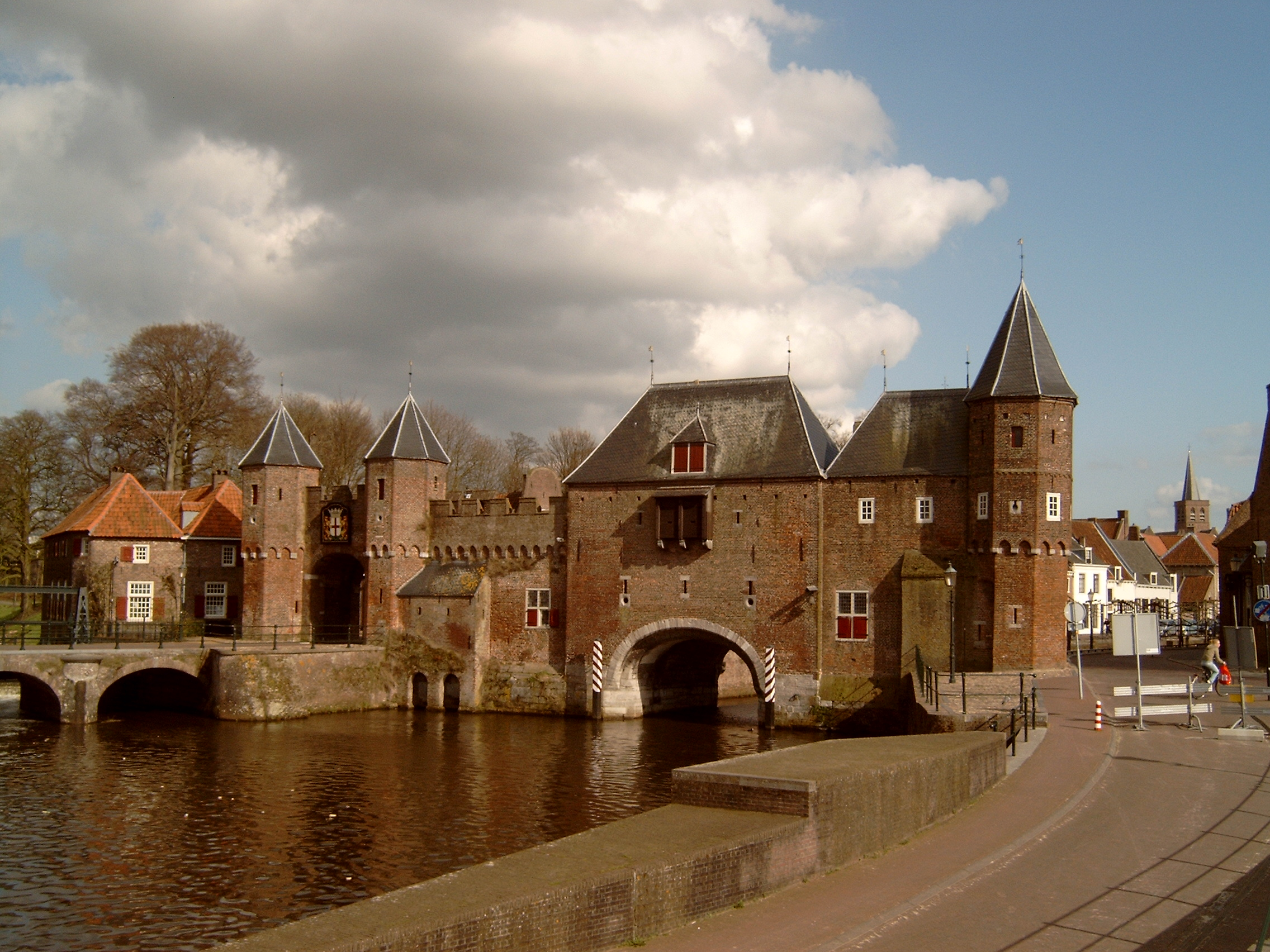
Koppelpoort w Amersfoort

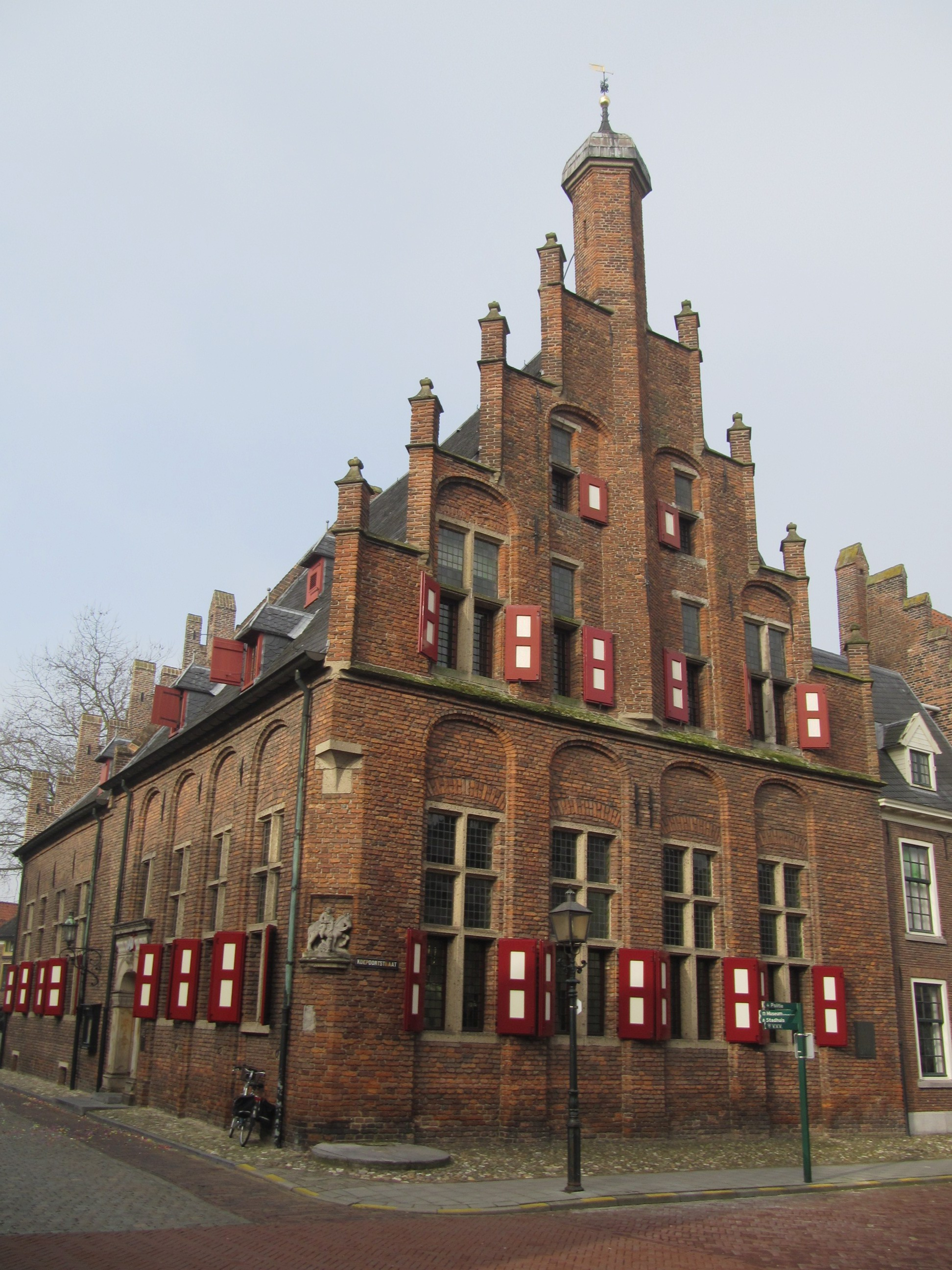
Dawny ratusz w Doesburgu

Gotyk ceglany (niem. Backsteingotik) – w szerokim znaczeniu określa się tym pojęciem dzieła architektury gotyckiej, gdzie cegła stanowi podstawowy materiał budulcowy.
W węższym znaczeniu termin gotyk ceglany definiuje zjawisko artystyczne na terenach Niżu Środkowoeuropejskiego oraz południowej części basenu Morza Bałtyckiego ściśle związane z rozwojem gospodarczym, politycznym i kulturalnym miast portowych i obszarów związanych ze Związkiem Hanzeatyckim. Znaczenie to obejmuje również styl architektoniczny, który wytworzył typowe dla tego obszaru formy i sposób dekoracji elewacji ścian.

## Tło historyczne

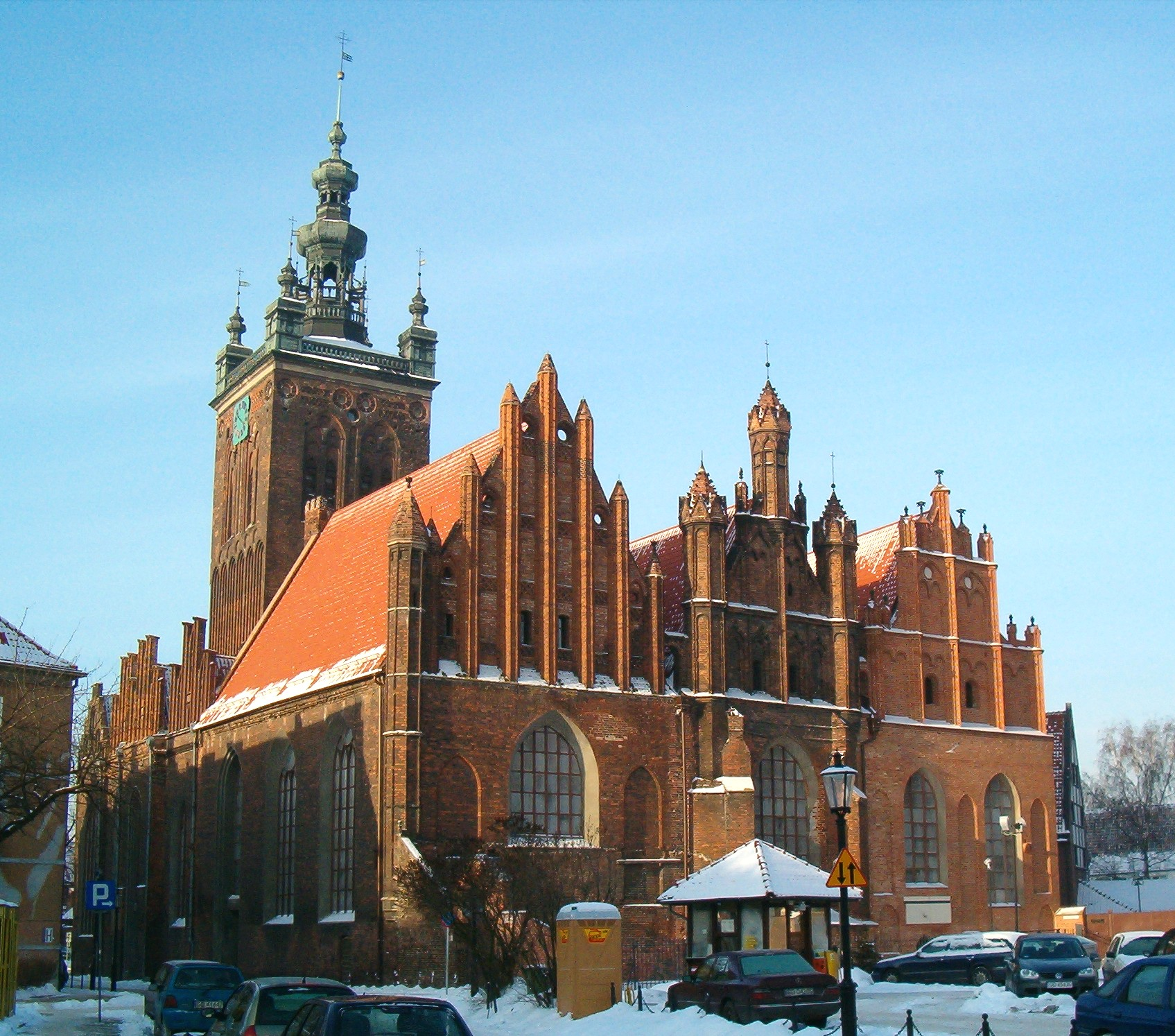
Kościół św. Katarzyny w Gdańsku

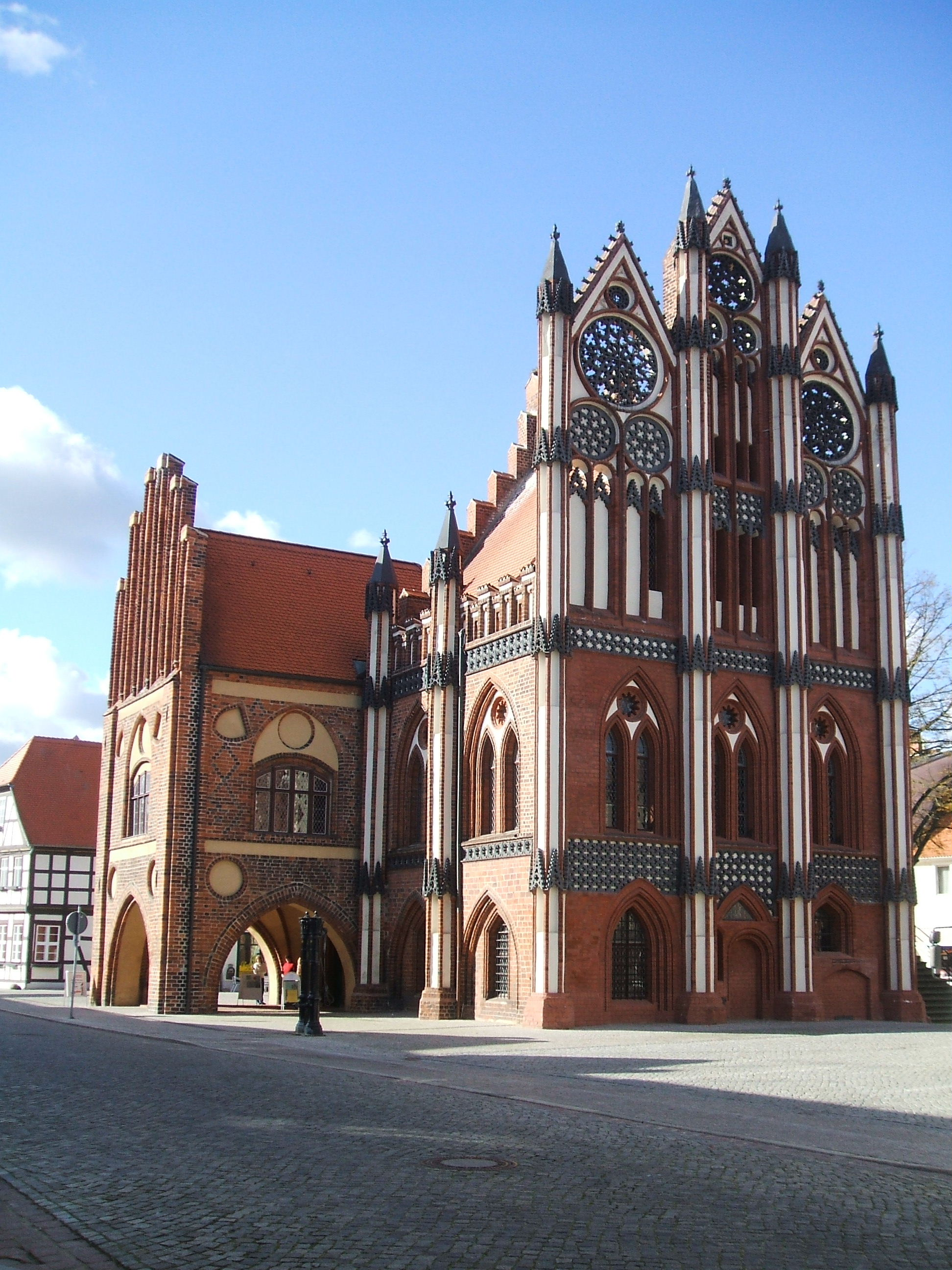
Stary ratusz w Tangermünde

W XII–XIII w., w dobie kolonizacji Słowian, tereny zamieszkane przez plemiona Słowian połabskich były zajmowane przez kupców i osadników z terenów Rzeszy (gł. Niemcy, Flamandowie). W 1158 książę Saksonii, Henryk Lew, założył w pobliżu dawnej Lubicy nową osadę Lubekę, w 1160 podbił słowiański Schwerin. Kolonizacja ta była związana z chrystianizacją terenów na wschód od Łaby – zakładano nowe diecezje Ratzeburga, Schwerinu, kamieńską oraz brandenburską.
W rezultacie tych wydarzeń powstał szereg nowych ośrodków miejskich, szybko zdominowanych przez mieszczaństwo. Trudniące się handlem mieszczaństwo zakładało tzw. hanzy kupieckie – związki kupców, następnie hanzy miejskie – związki miast, które zjednoczyły ośrodki miejskie w basenach Morza Bałtyckiego i Morza Północnego. W konsekwencji powstała Liga Hanzeatycka. Silnymi ośrodkami w obrębie Hanzy były „Krąg Wendyjski”, z siedzibą w Lubece, oraz „Okręg Gotlandia-Liwonia”, z centrum w Tallinnie (Rewlu). Uzyskane z handlu wysokie profity pozwoliły mieszczanom realizować wielkie inwestycje budowlane, w skład których wchodziło wznoszenie całych ośrodków miejskich, wraz z obwarowaniami, skupionych wokół siedzib rady miejskiej i fary. Wznoszono także mniejsze świątynie. Najważniejsze świątynie dedykowano Najświętszej Marii Pannie, świętym – przede wszystkim patronom kupców, rybaków i żeglarzy – Mikołajowi, Jakubowi, Piotrowi, Idziemu oraz Katarzynie. Dla zakonów mendykanckich budowano klasztory. Wznoszono reprezentacyjne kamienice, zarówno prywatne, jak i siedziby duchownych, cechów etc. Budownictwo ceglane preferowano także poza miastami, przede wszystkim wznoszono klasztory dla cystersów oraz norbertanów. Powstałe po chrystianizacji Prus państwo zakonu krzyżackiego oraz państwo zakonu kawalerów mieczowych – zakonów rycerskich były terenami licznych inwestycji, zarówno dla rycerstwa, jak biskupów wznoszono ceglane zamki wraz z obwarowaniami.

## Zasięg gotyku ceglanego

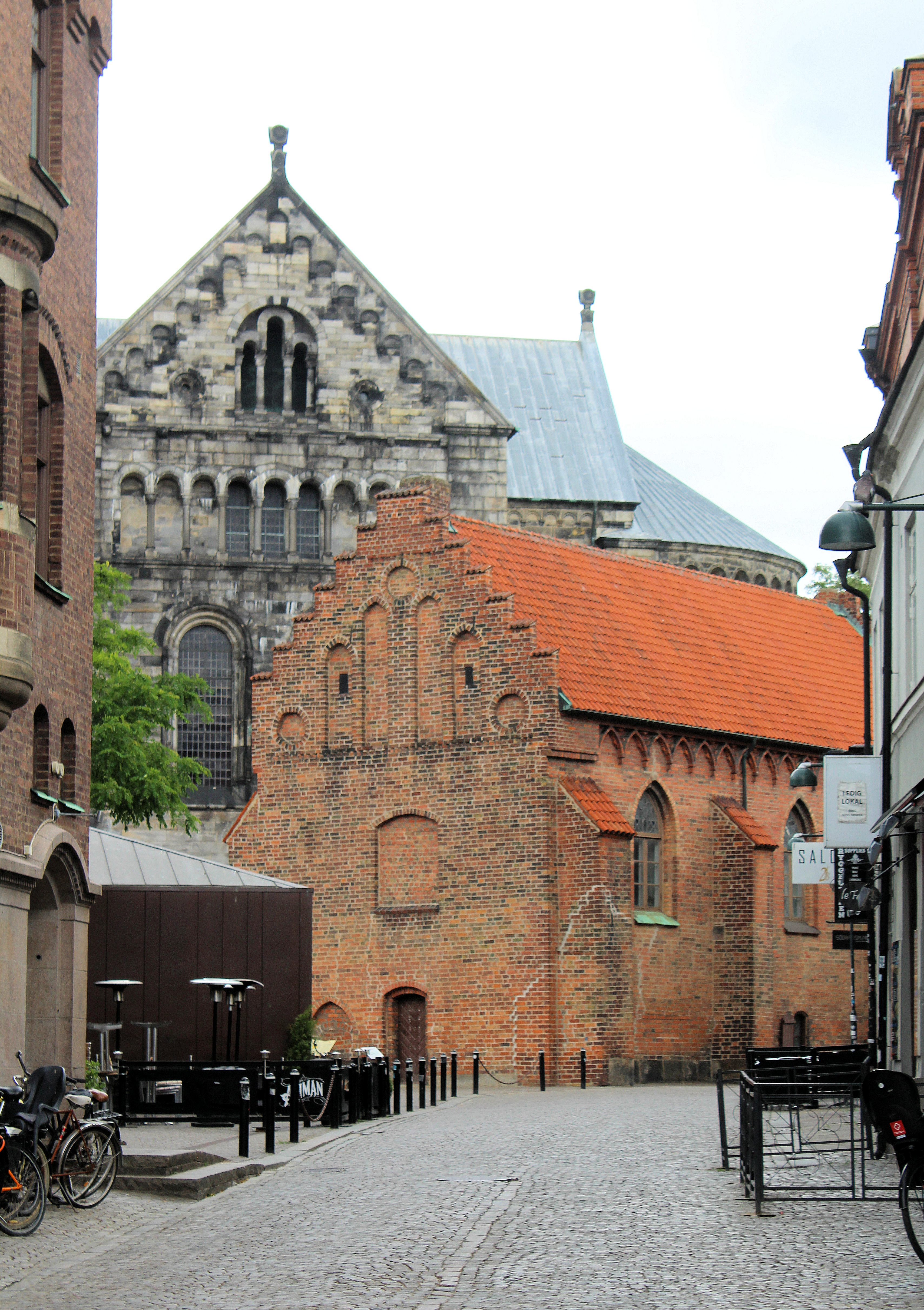
Lund: Liberiet (biblioteka) dom ceglany, Katedra w Lund kamienna

Gotycka architektura ceglana była alternatywą architektury kamiennej, zwłaszcza na terenie krajów północnoeuropejskich, przede wszystkim wokół basenu Morza Bałtyckiego (w obecnych państwach takich jak Dania, Finlandia, Niemcy, Polska, Litwa, Łotwa, Estonia, Białoruś, Szwecja, Holandia, Flandria, departamenty Nord i Pas-de-Calais), gdzie (nie wszędzie) brakowało skalnych zasobów naturalnych. W zależności od warunków naturalnych używano kamienia (najczęściej sprowadzanego z bogatych zasobów tego budulca), ale przede wszystkim do struktury i konstrukcji budynków, resztę substancji budowlanej stanowiła cegła. Budowano z cegły także w innych rejonach, takich jak Górna Bawaria, północne Włochy, a nawet na terenie Półwyspu Iberyjskiego (Mudejar), przy czym stylistycznie architektura prezentuje zgoła inną formę. W przypadku obecnych ziem polskich styl gotyku ceglanego obecny jest w dziełach sztuki przede wszystkim na terenie Pomorza Zachodniego (dawne Księstwo pomorskie i Nowa Marchia) i dawnego państwa zakonu krzyżackiego, Mazowsza. Na obszarze Śląska, Małopolski zapożyczano niektóre formy, przekształcając je według lokalnego zwyczaju budowlanego.

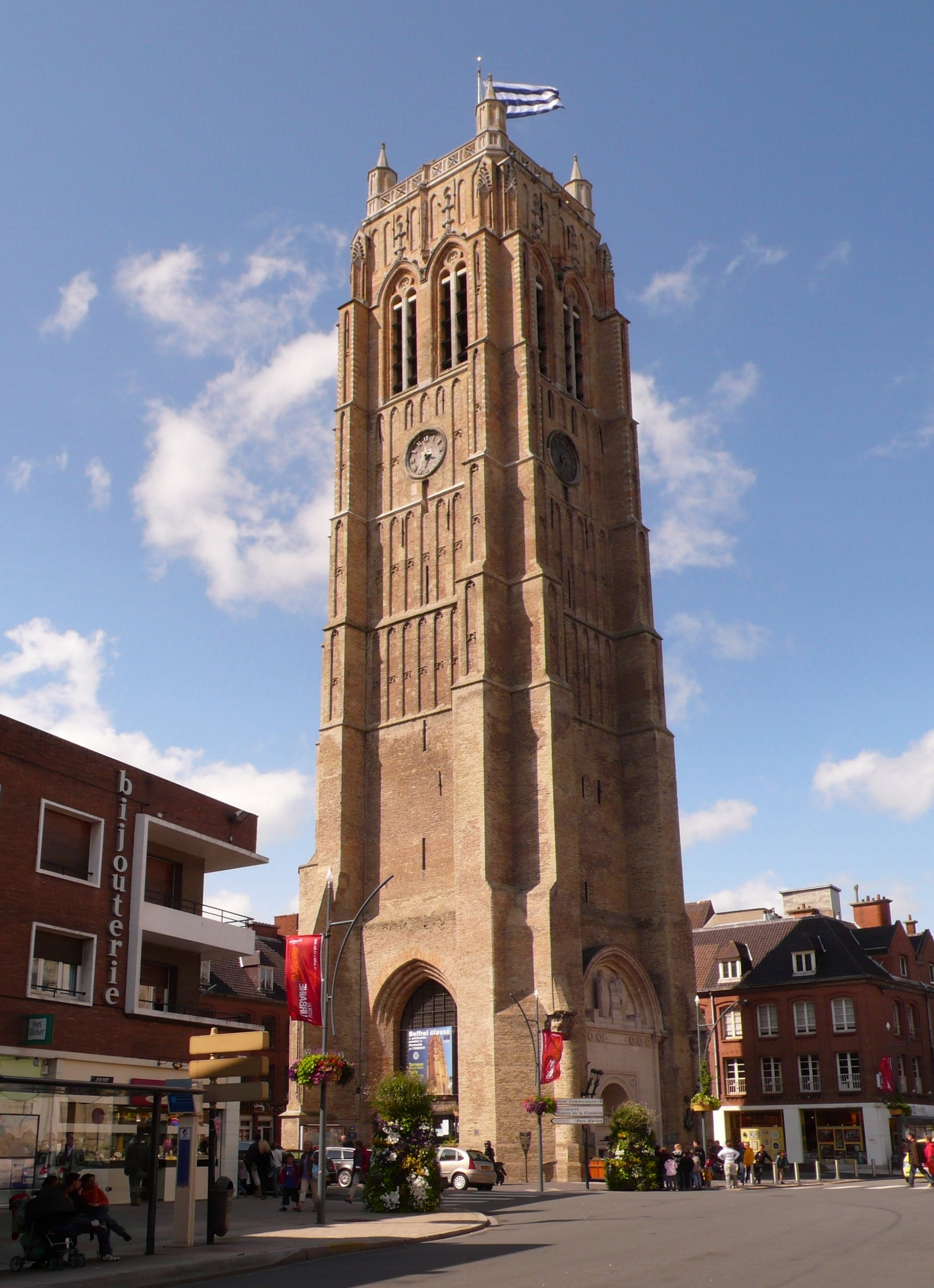
Dwonnica w Dunkierce, Hauts-de-France
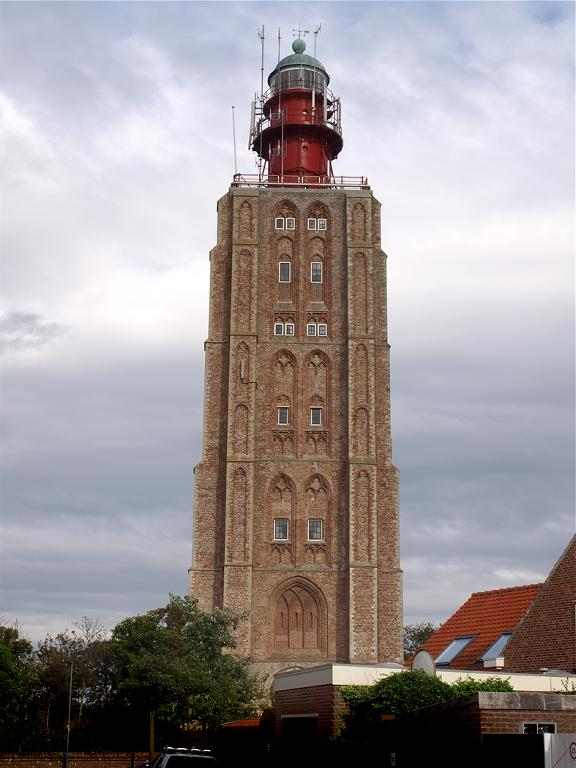
Latarnia morska (dawna wieża kościelna) w Westkapelle, Zelandia, Królestwo Niderlandów
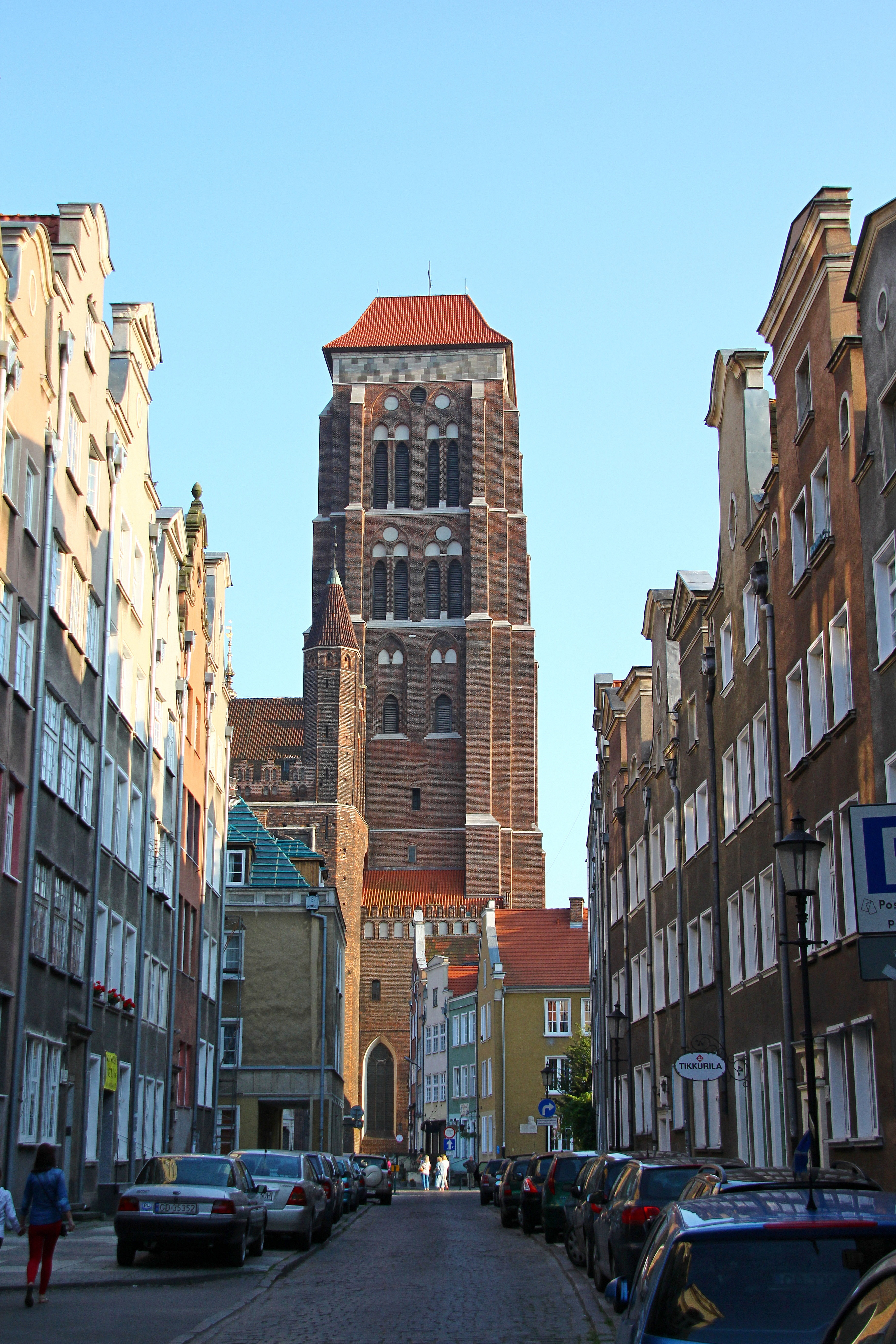
Wieża Bazyliki Mariackiej w Gdańsku
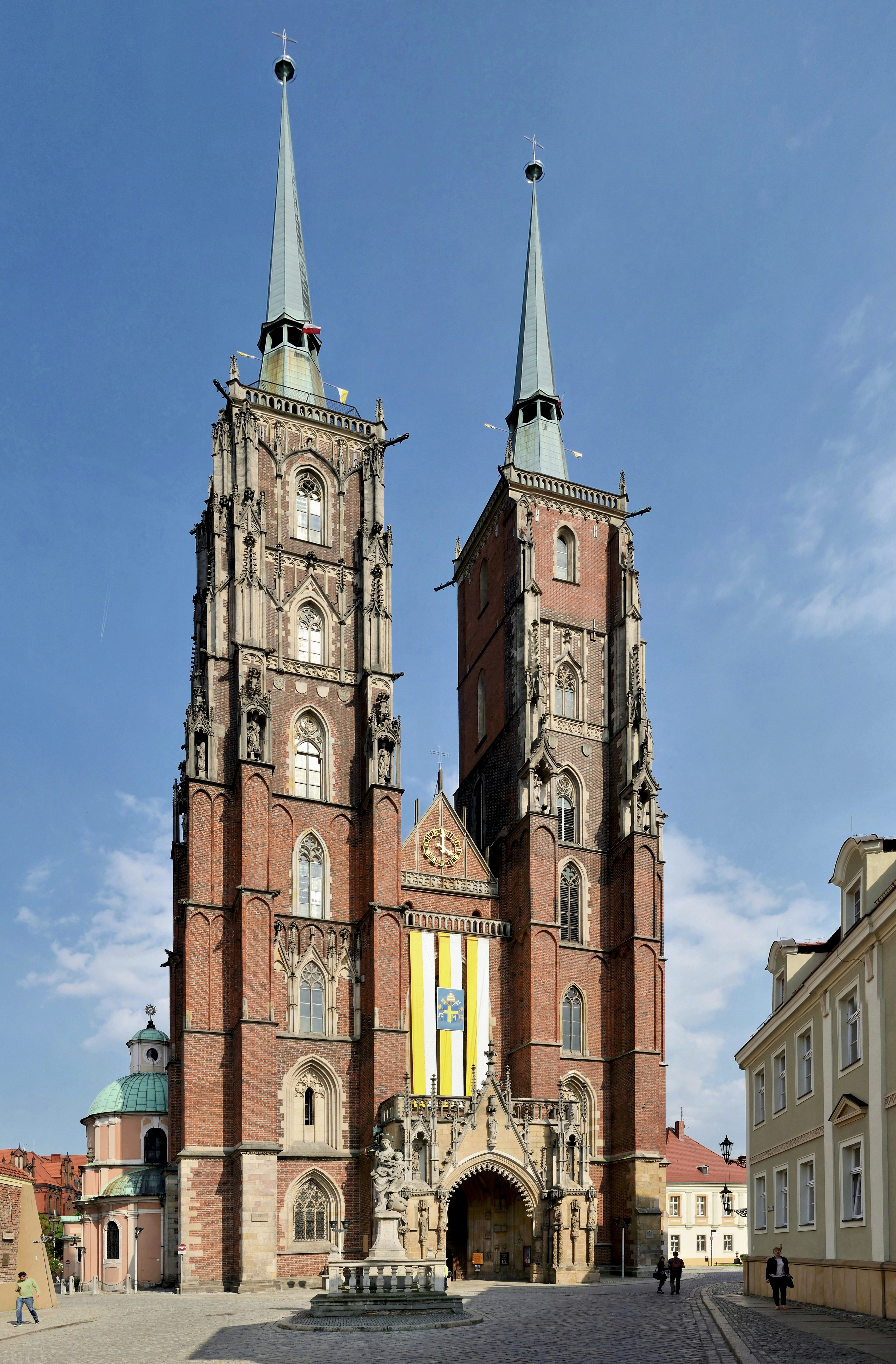
Archikatedra św. Jana Chrzciciela we Wrocławiu
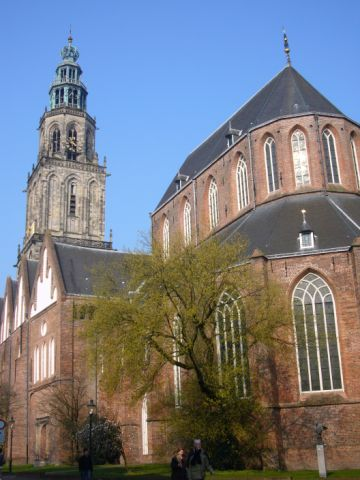
Kościół św. Marcina w Groningen
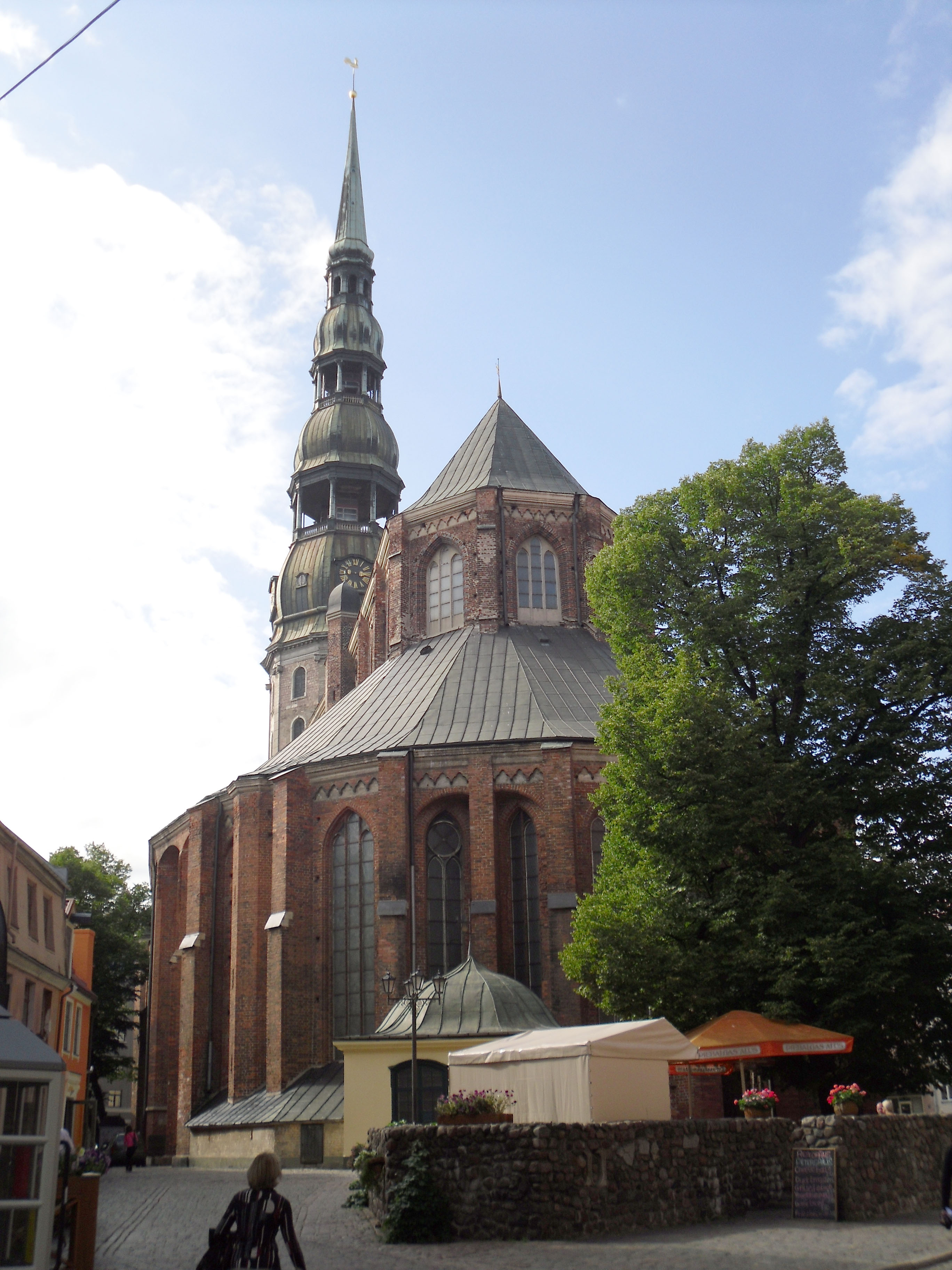
Kościół św. Piotra w Rydze, stolicy Łotwy
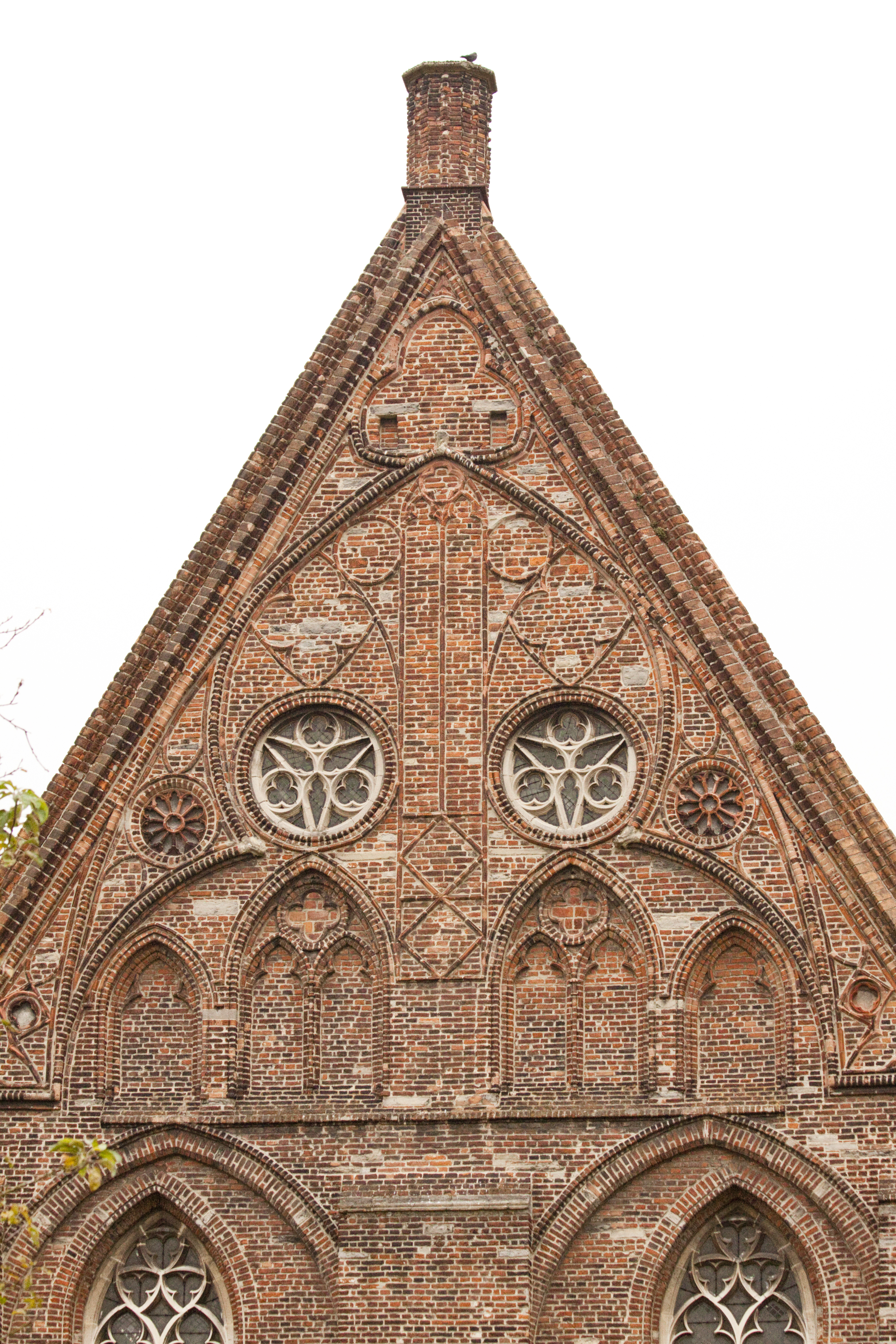
Dawny klasztor Bijloke w Gandawie
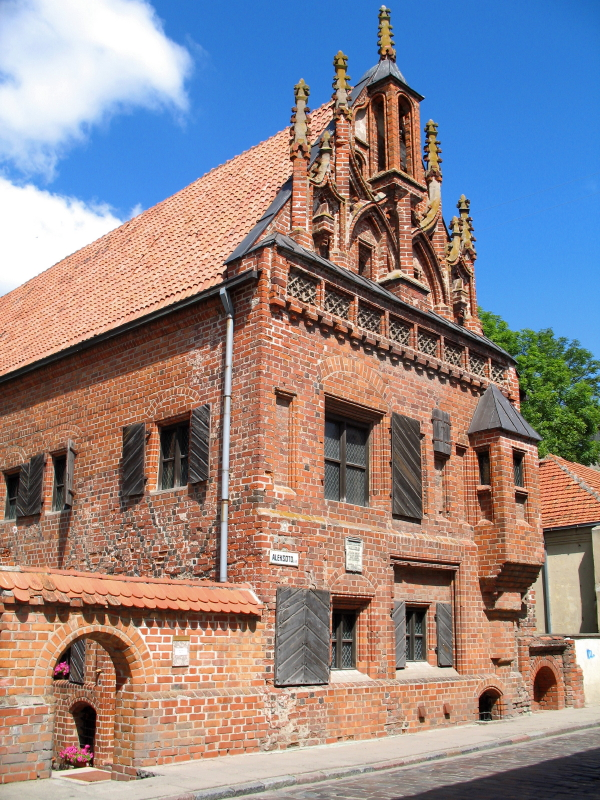
Dom Perkuna w Kownie

## Charakterystyka gotyku ceglanego

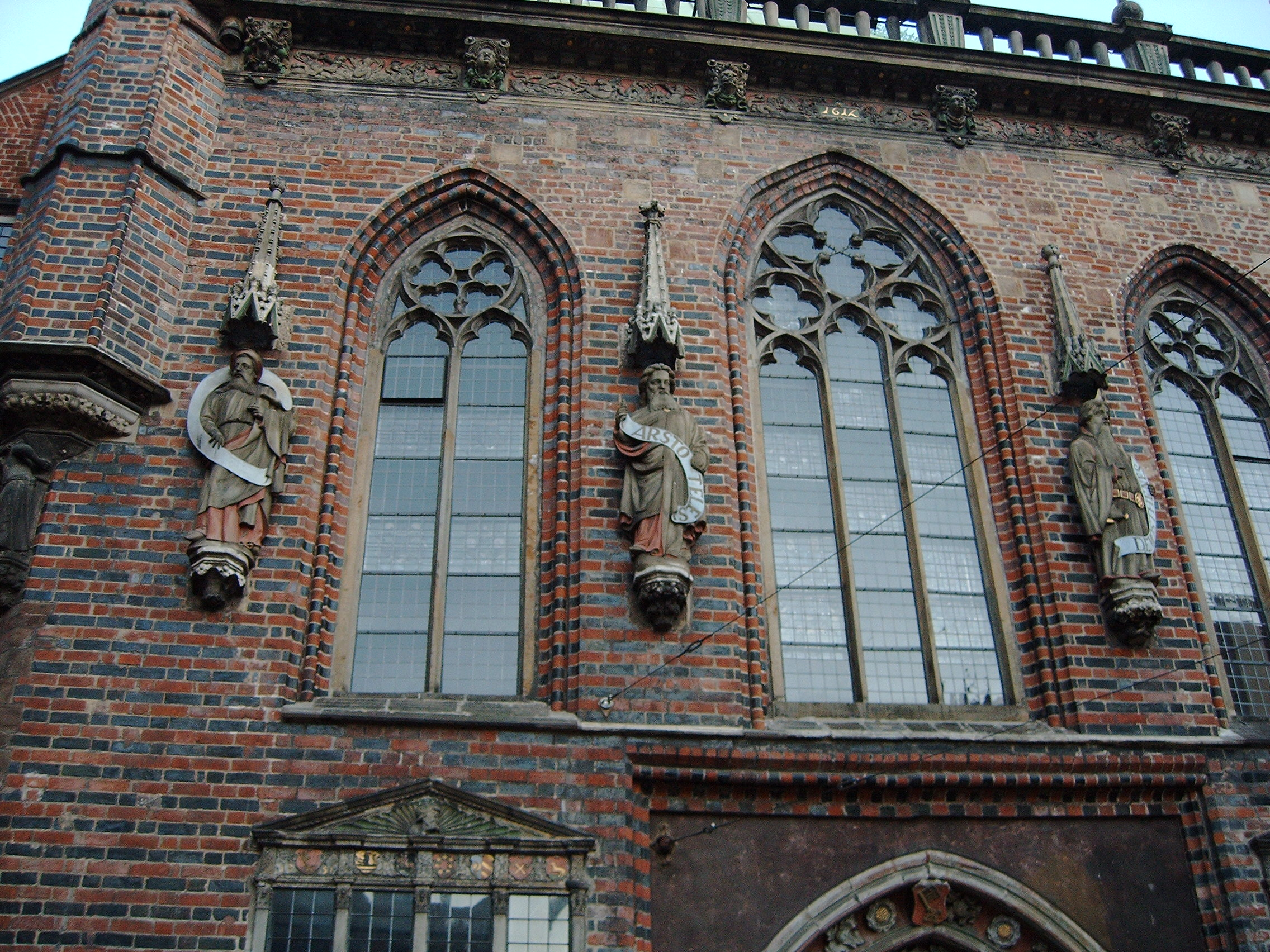
Ratusz w Bremie, cegly czerweni i czorni, rzeźby kamienne

Architektura ceglana objęła zarówno sztukę sakralną, jak i świecką. Sakralną architekturę reprezentują kościoły katedralne, klasztorne oraz przede wszystkim fary miast. Ceglane dzieła architektury odzwierciedlały prestiż mieszczaństwa, przede wszystkim w miastach hanzeatyckich, w których rozwinęło się prężnie budownictwo świeckie – tak obwarowania, jak i budynki reprezentacyjne – ratusze i kamienice i inne budynki komunalne (np. szpitale). Dla rycerstwa i zakonów rycerskich czy kasztelanów wznoszono monumentalne zamki wraz z rozbudowanym systemem obronnym.
Gotyk ceglany charakteryzuje się z jednej strony niewielką integracją z rzeźbą architektoniczną, charakterystyczną dla architektury kamiennej, z drugiej strony twórczym wykorzystaniem materiału budulcowego, przede wszystkim w dekoracji elewacji za pomocą cegieł o różnym stopniu wypalania (np. niedopałka, wiśniówka, zendrówka czy kopciałka). Pomimo ograniczonych możliwości rzeźbiarskich, wykonywano na cegle lub z terakoty i sztucznego kamienia płaskorzeźbione dekoracje (przede wszystkim ornamentalne i roślinne), ponadto cegła była formowana dla celów stricte dekoracyjnych, stąd też stosowano wyszukane geometryczne układy cegieł w elewacjach zewnętrznych, dekoracja akcentowała niektóre elementy budowli, np. portale, zwieńczenia fasad itd.

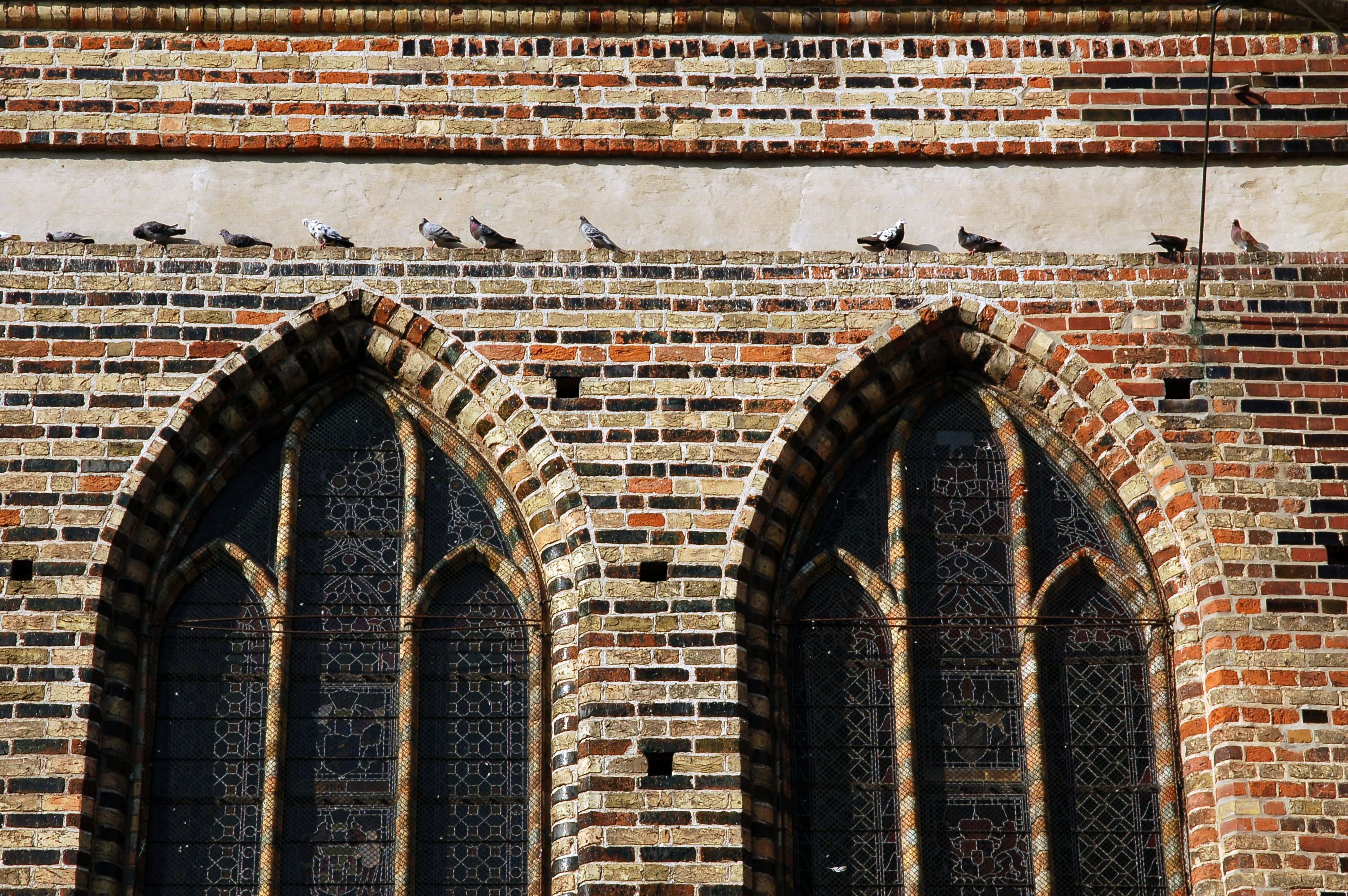
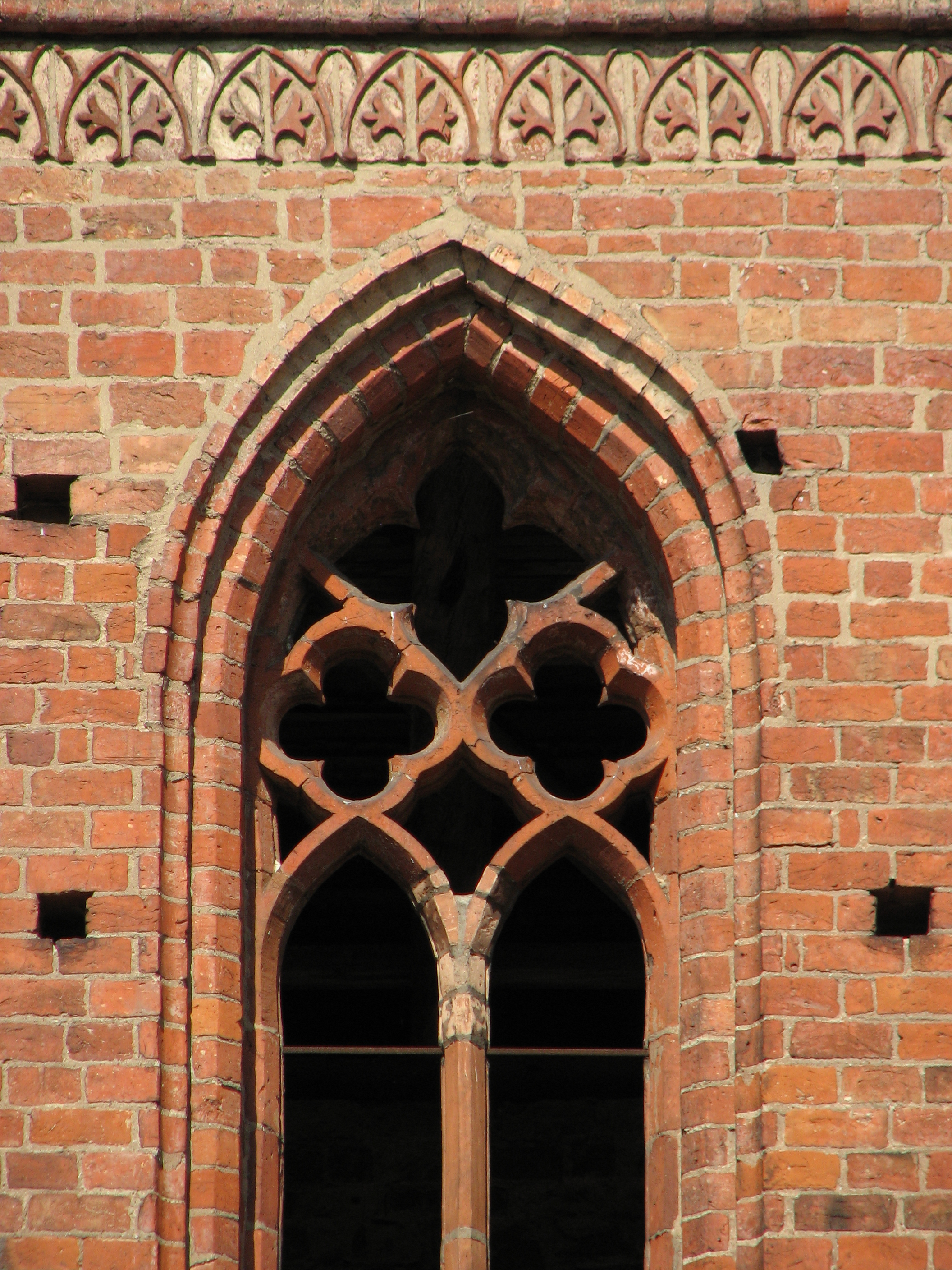
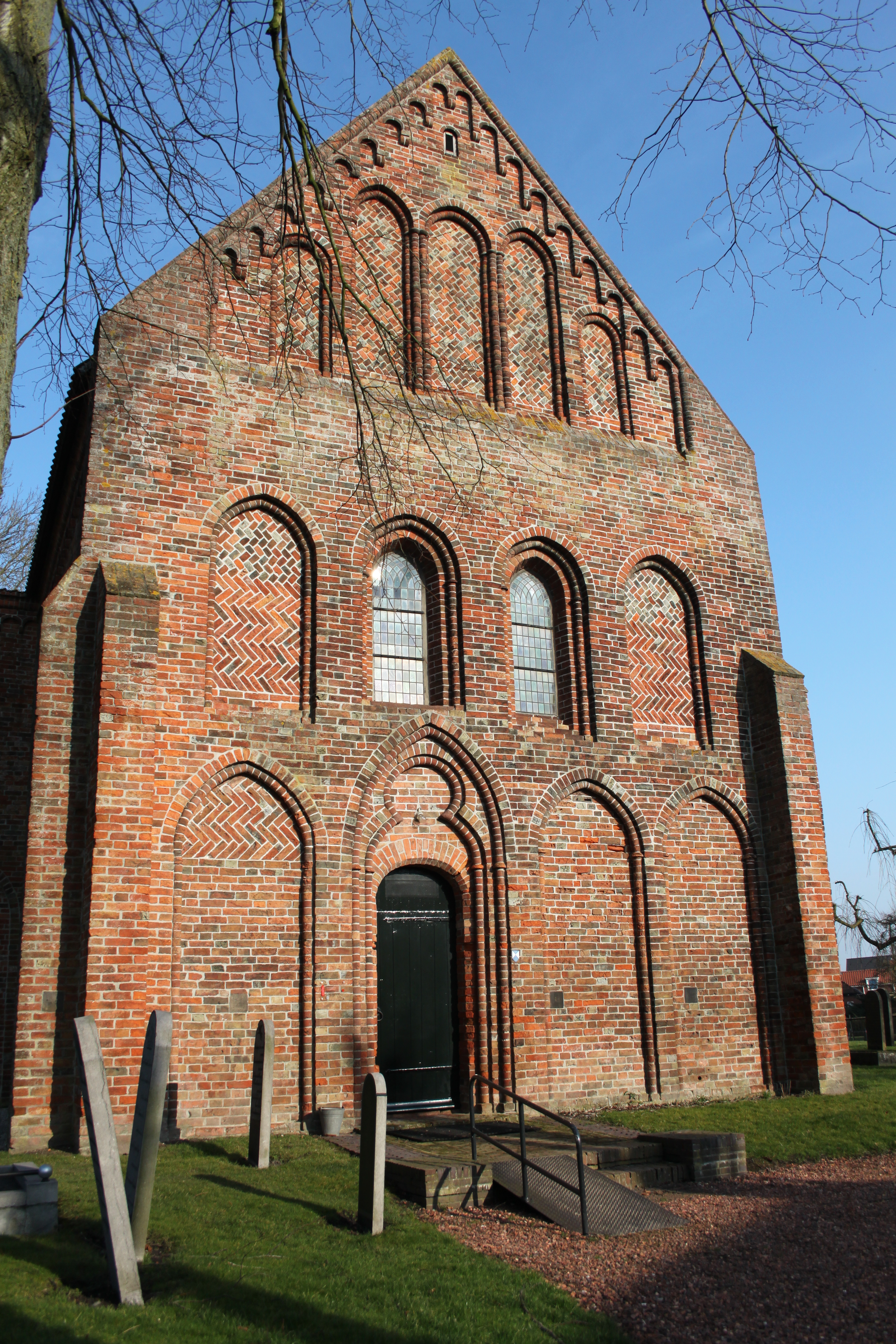
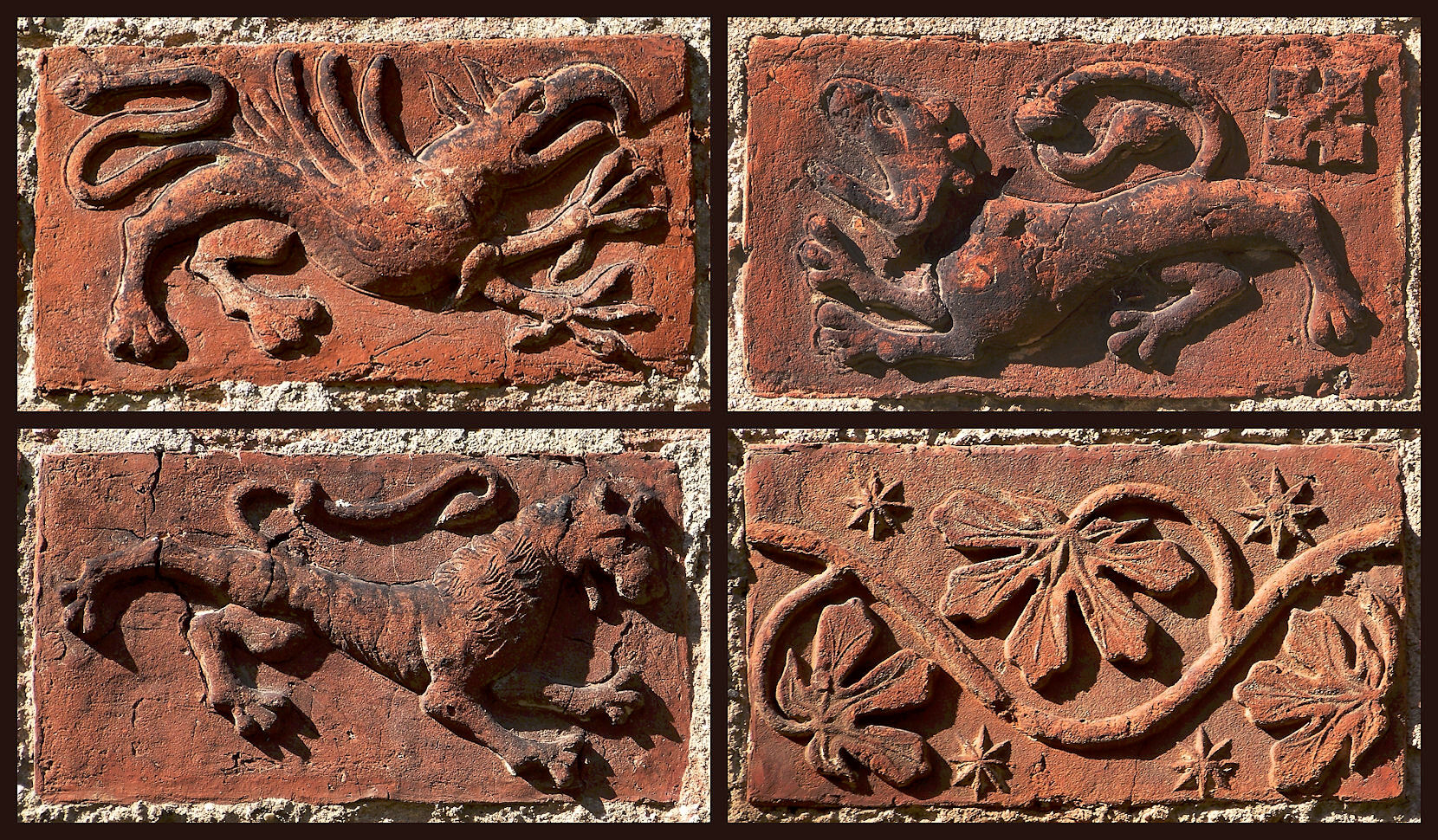
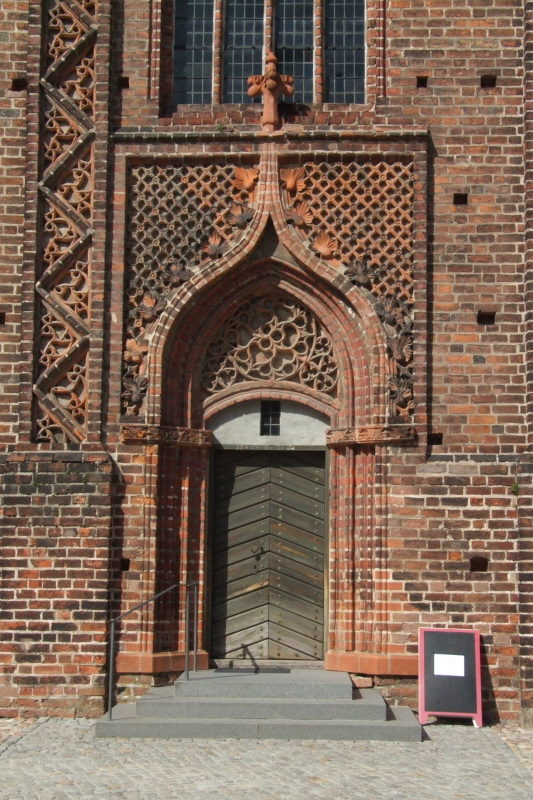
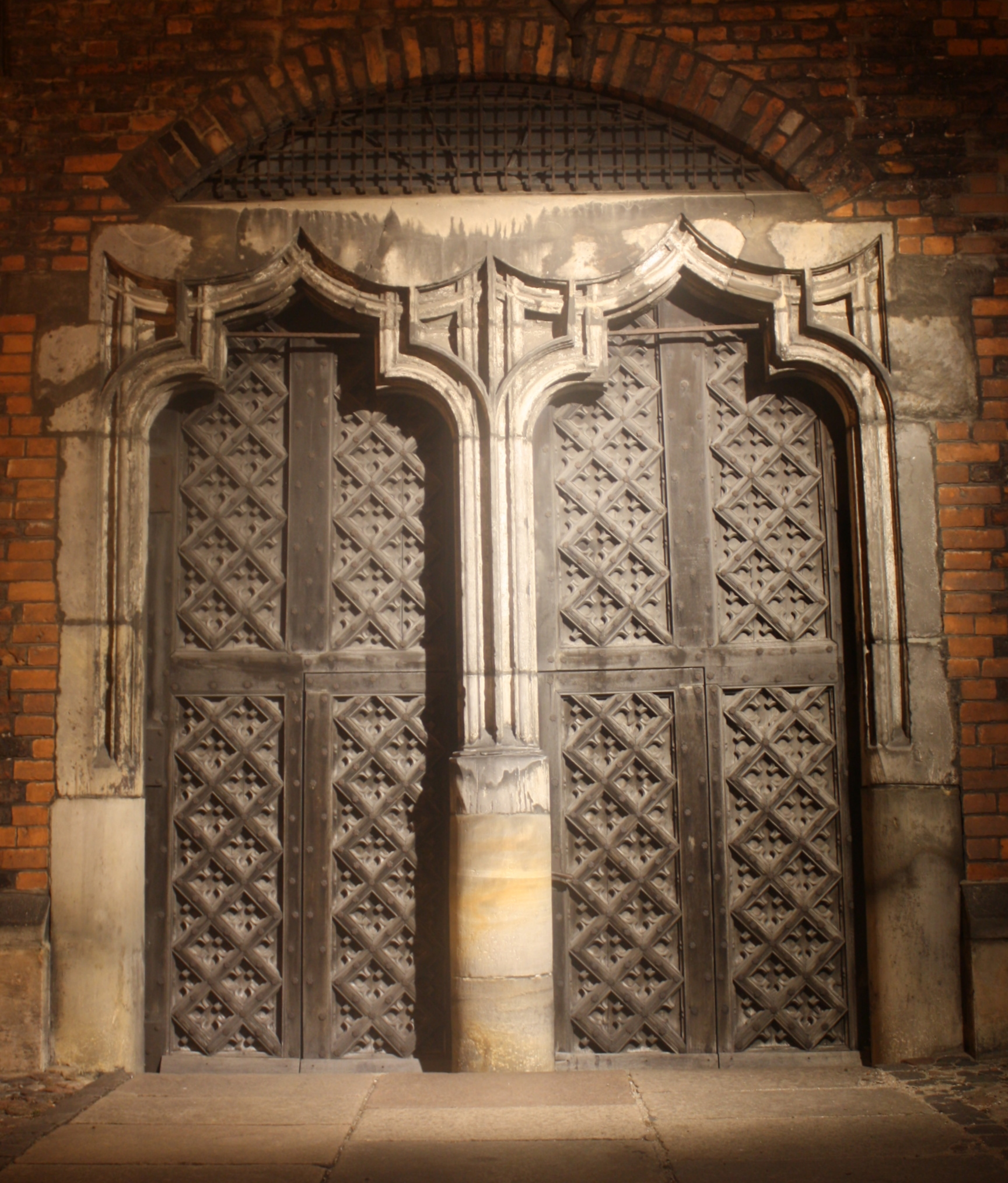
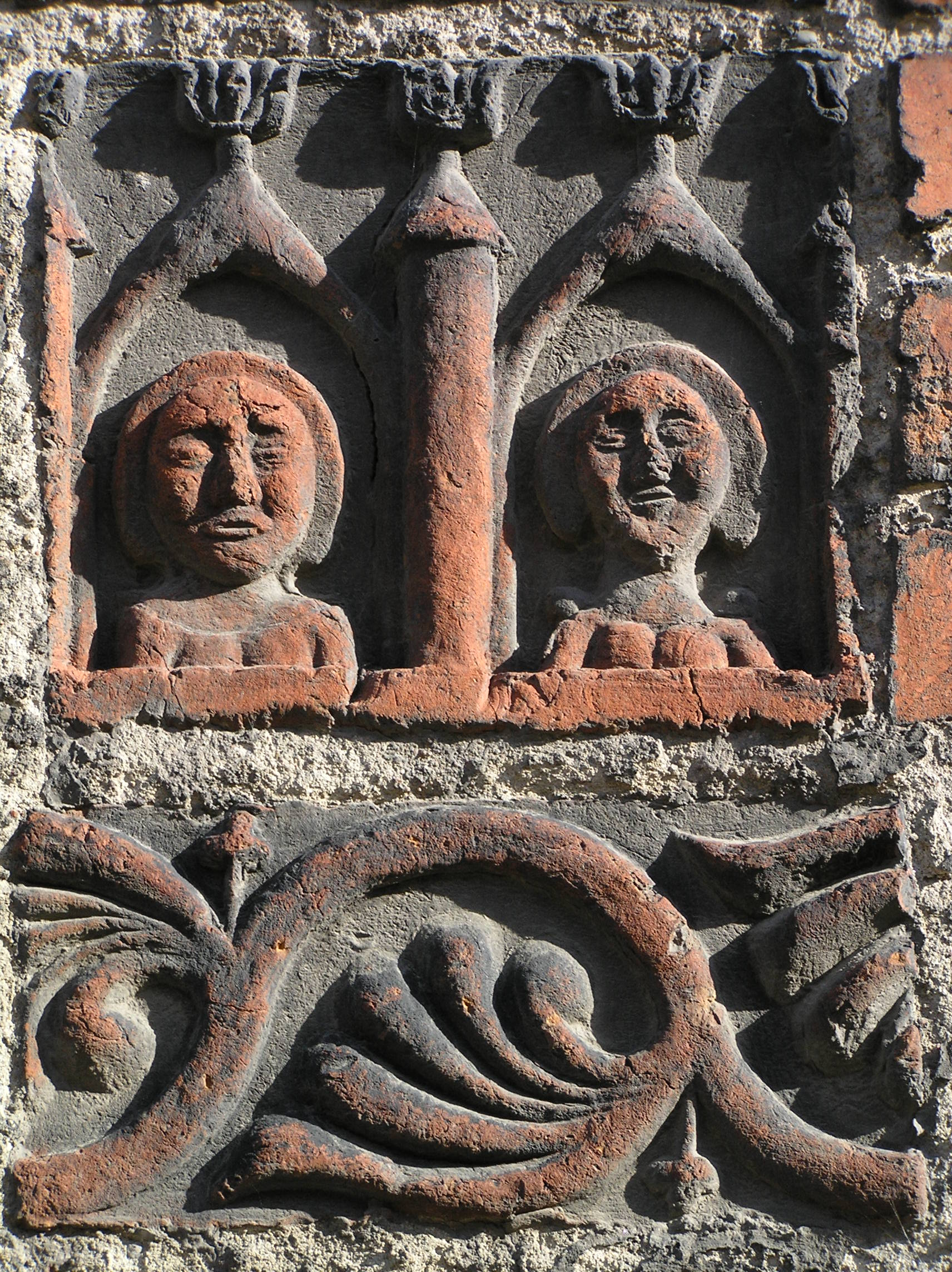
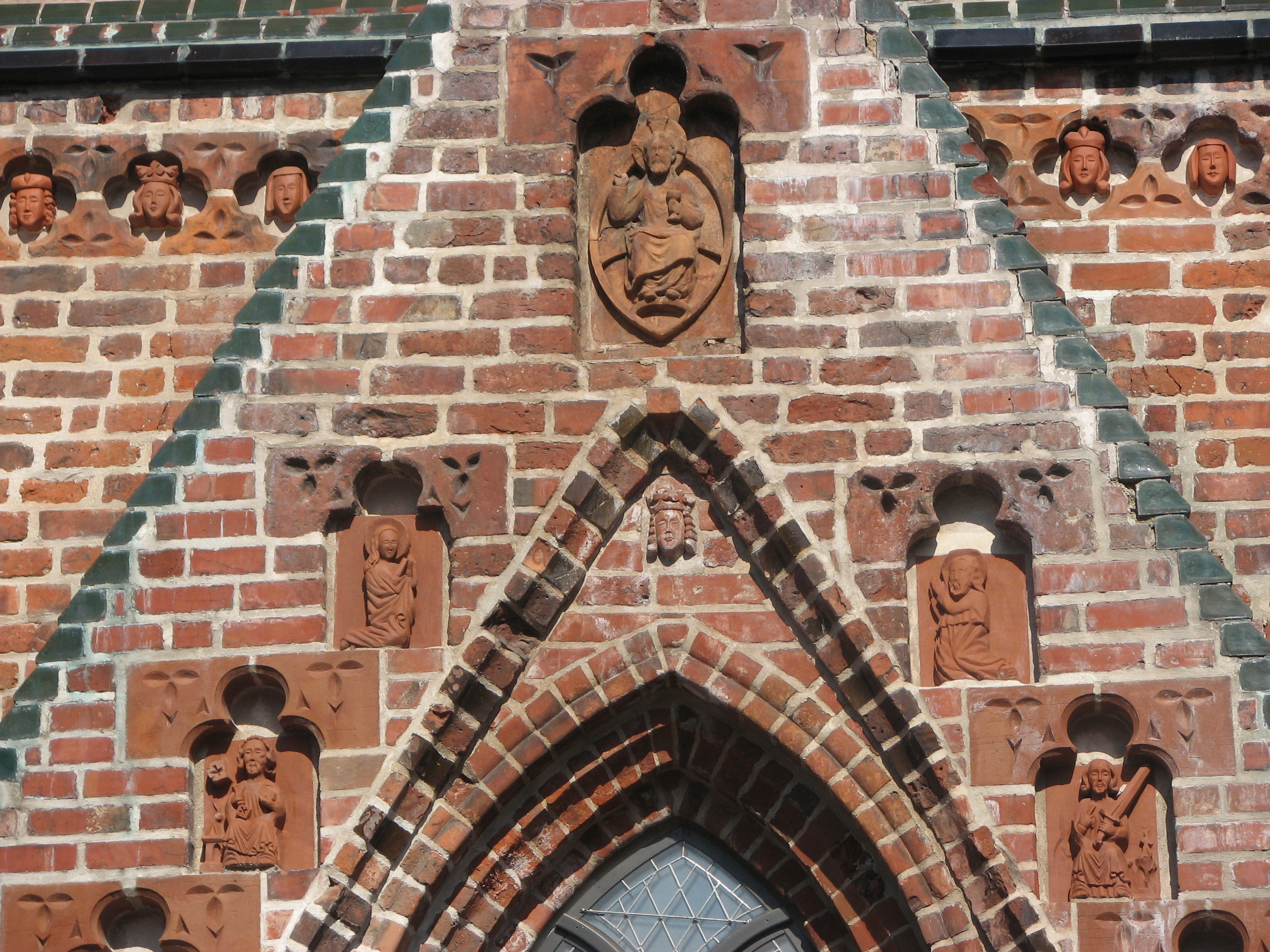
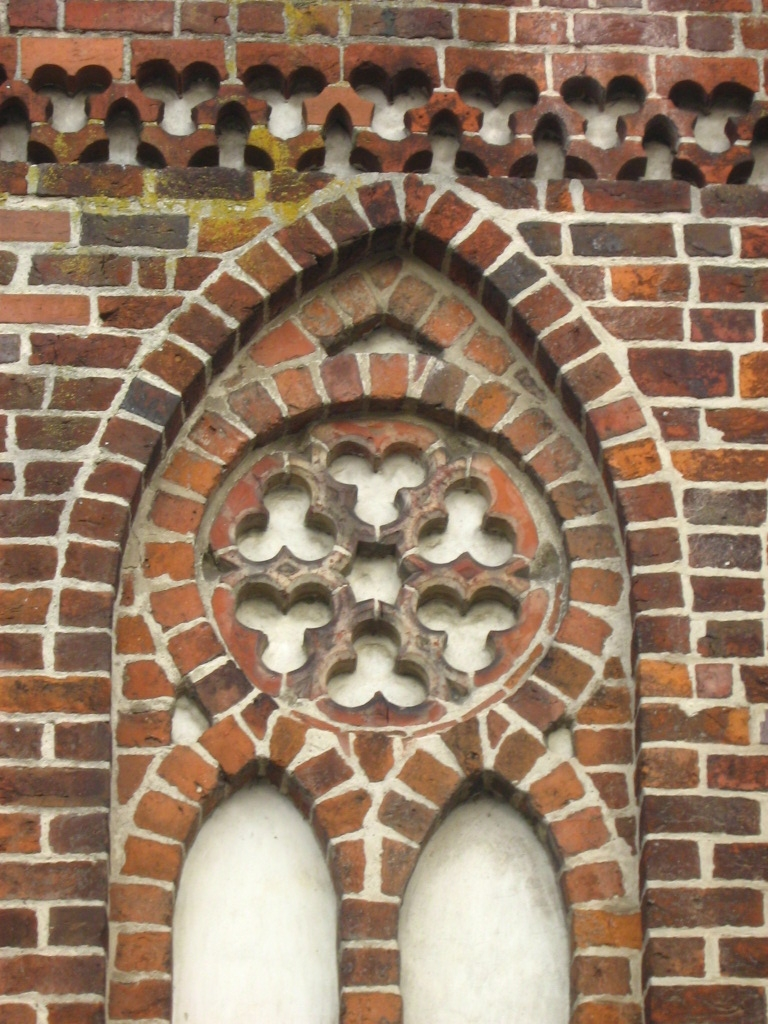
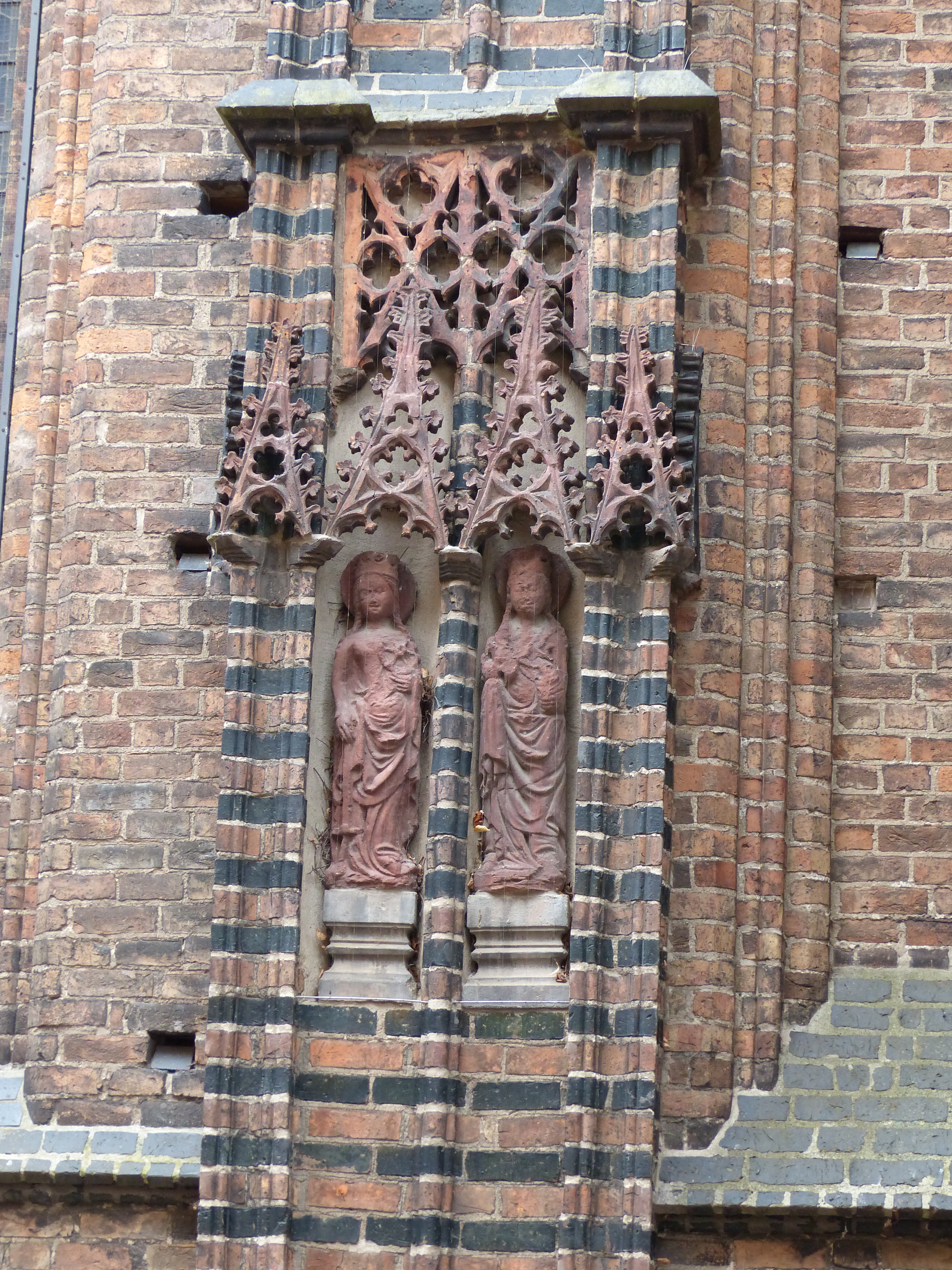
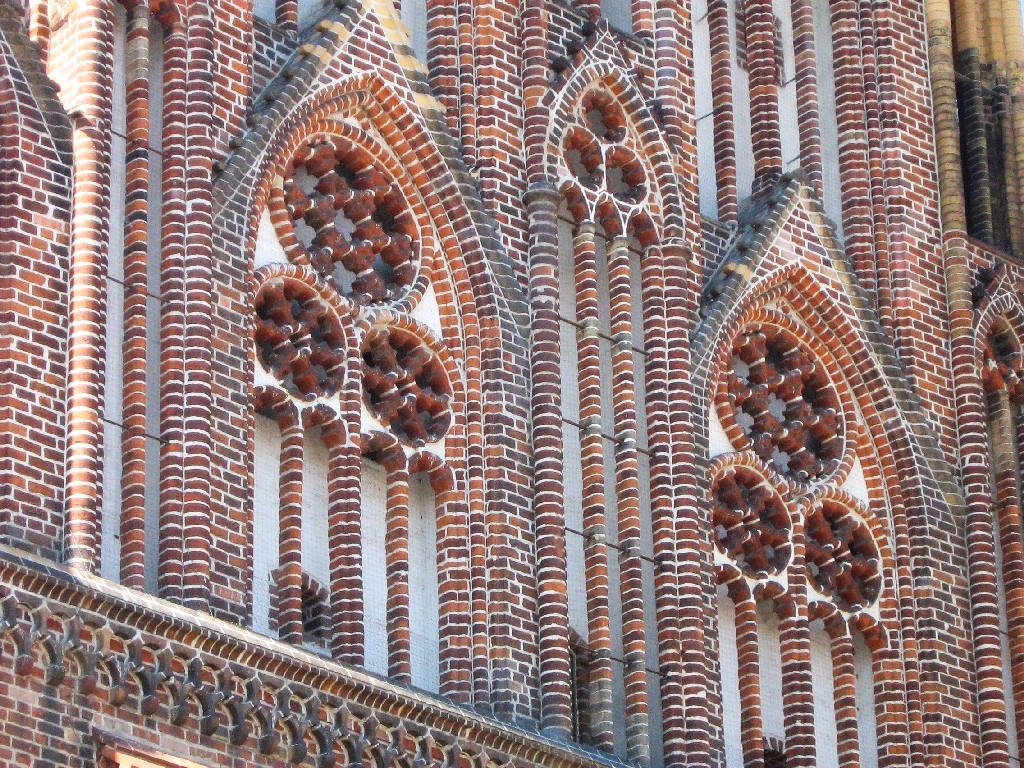

## Przykłady

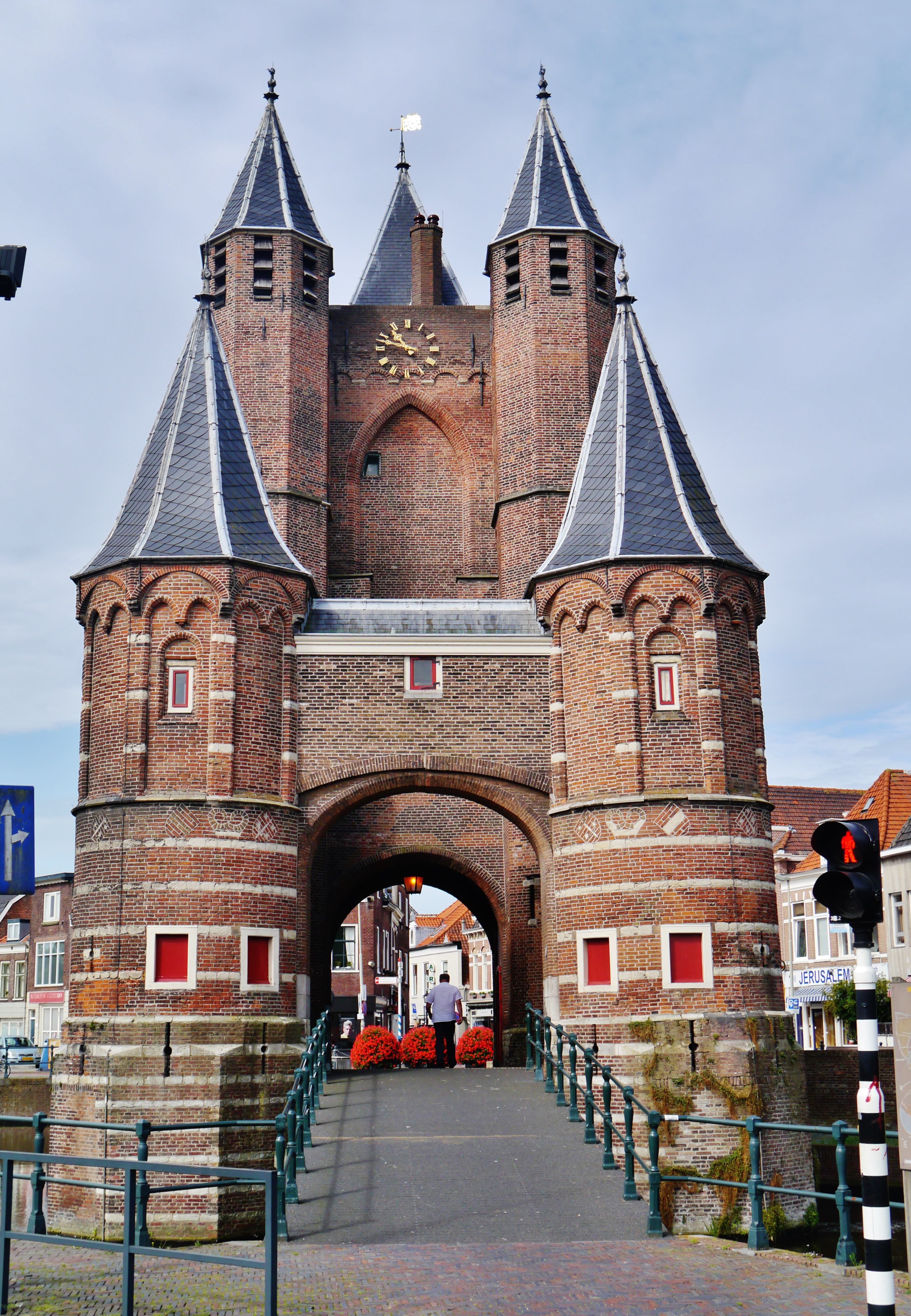
Amsterdamse Poort (Brama Amsterdamska) w Haarlemie

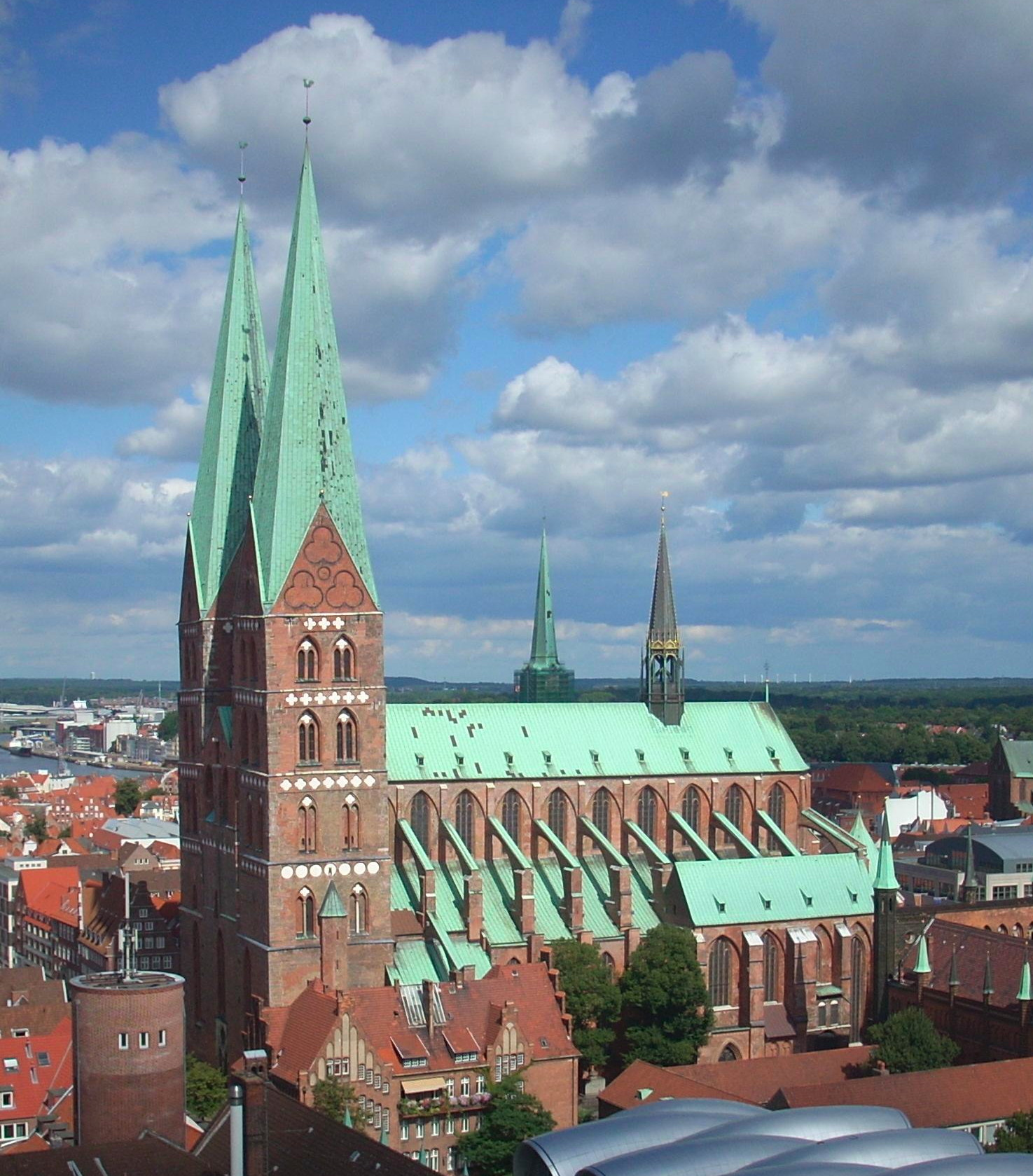
Kościół Mariacki w Lubece, główny wzorzec architektury sakralnej gotyku ceglanego

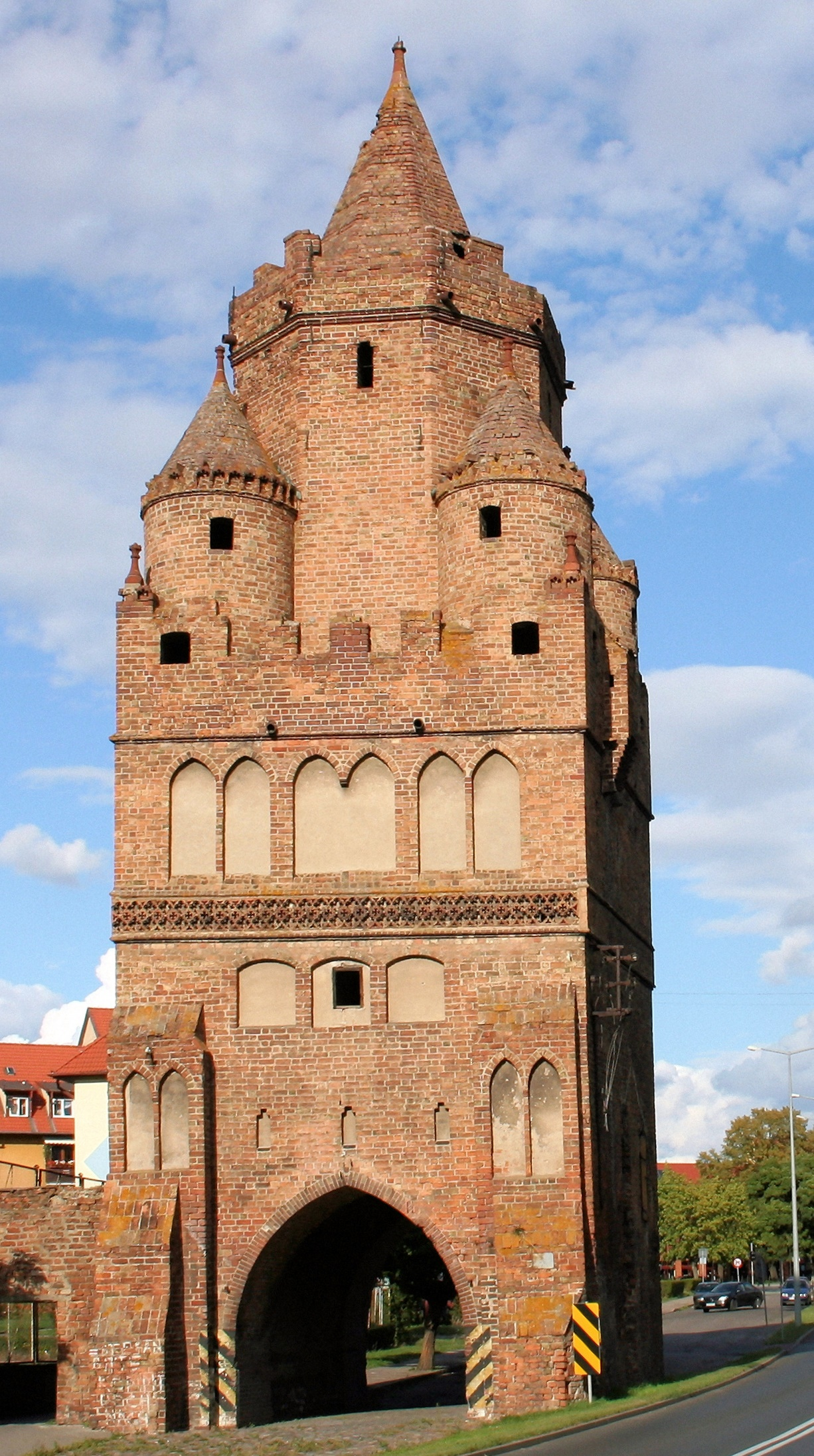
Brama Świecka w Chojnie

Rozwój gotyckiego budownictwa ceglanego w Europie środkowej i północnej ma miejsce od schyłku XII po połowę XVI stulecia. Główny ośrodek Hanzy, Lubeka zwana jako Królowa Hanzy lub Miasto Siedmiu Wież zachował cenny zespół zabytkowy Starego Miasta z kościołem Mariackim na czele, łączącym miejscową tradycję z francuskim gotykiem katedralnym. Stał się wzorem dla licznych świątyń Niżu Nadbałtyckiego (m.in. kościoły św. Mikołaja w Wismarze i Stralsundzie, kościół klasztorny w Doberan). Spośród innych kościołów wyróżniają się m.in. gdański kościół NMP, który do dziś jest największą ceglaną świątynią na świecie. Poza miastami powstały liczne zespoły klasztorne m.in. w Chorin. Zachowały się zespoły zabytkowe z licznymi kamienicami (Toruń). Przykładami gotyckiej kamienicy mieszczańskiej są kamienice przy Am Sande w Lüneburgu, kamienice w Rostocku, Greifswaldzie. Przykładami sztuki municypalnej są ratusze w Stralsundzie czy Tangermünde. Cenne zespoły obwarowań miejskich zachowały się w Neubrandenburgu (m.in. baszta Fangelturm, bramy Stargardzka, Frydlandzka, Treptow i Nowa z gotyckimi przedbramami), Stargardzie (m.in. Brama Młyńska), Chojnie (wieżowe bramy Barnkowska i Świecka). Zachowały się także dzieła o innej funkcji takie jak gdański Dwór Bractwa św. Jerzego, Szpital św. Ducha w Lubece, lub Liberei (biblioteka parafialna) w Brunszwiku. Na terenie państw zakonu krzyżackiego i zakonu kawalerów mieczowych wznoszono liczne zamki m.in. w Malborku, Lidzbarku Warmińskim, Szymbarku oraz Wesenberg (Rakvere, Estonia). Schrystianizowane w 1346 r. Księstwo Litewskie otrzymało wiele dzieł późnego gotyku ceglanego (m.in. zamek w Mirze, kościół św. Anny w Wilnie, tzw. Dom Perkuna w Kownie). Niektóre cechy gotyku ceglanego przejmowano m.in. w Danii, Niderlandach oraz Śląsku i Małopolsce.

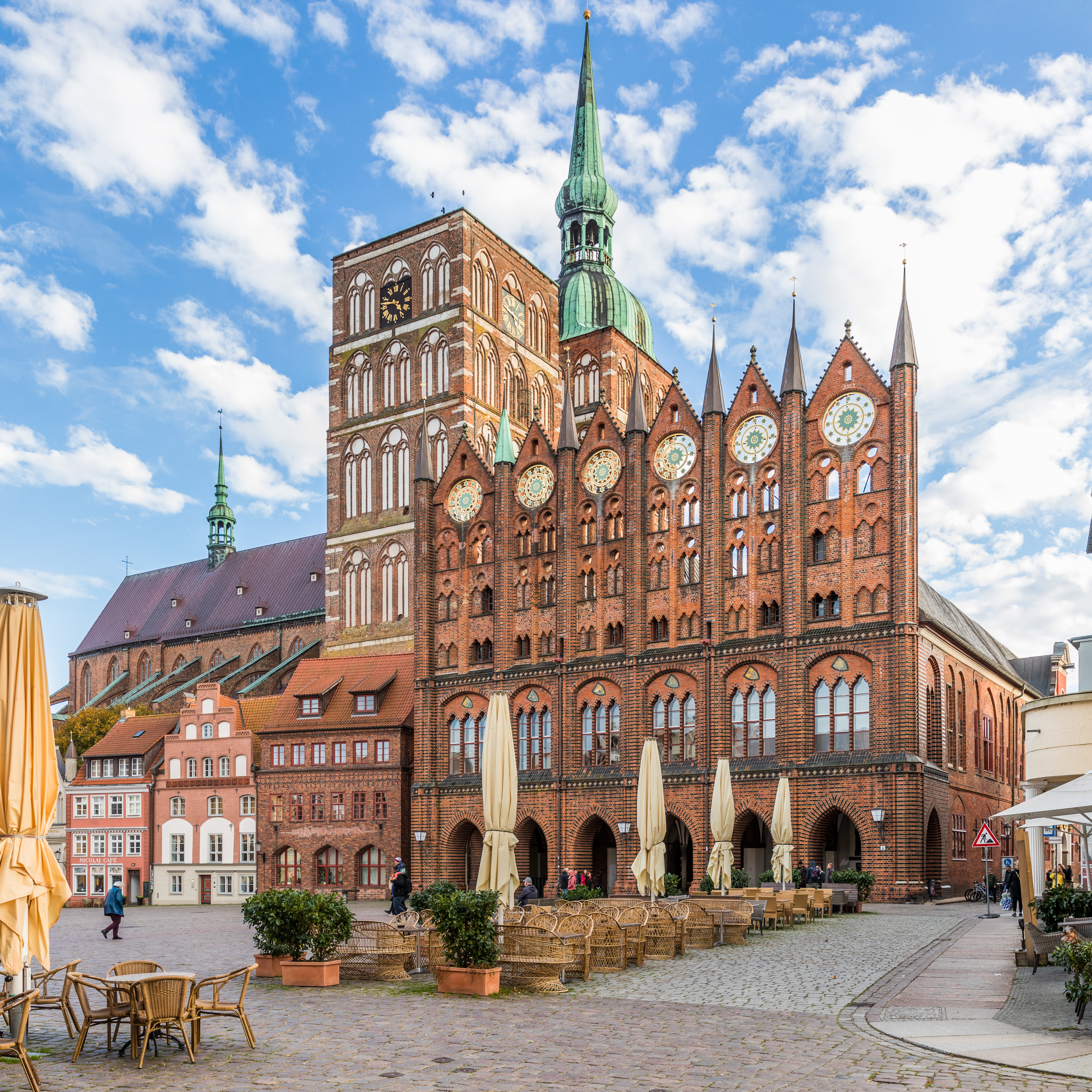
Kościół św. Mikołaja i ratusz w Stralsundzie
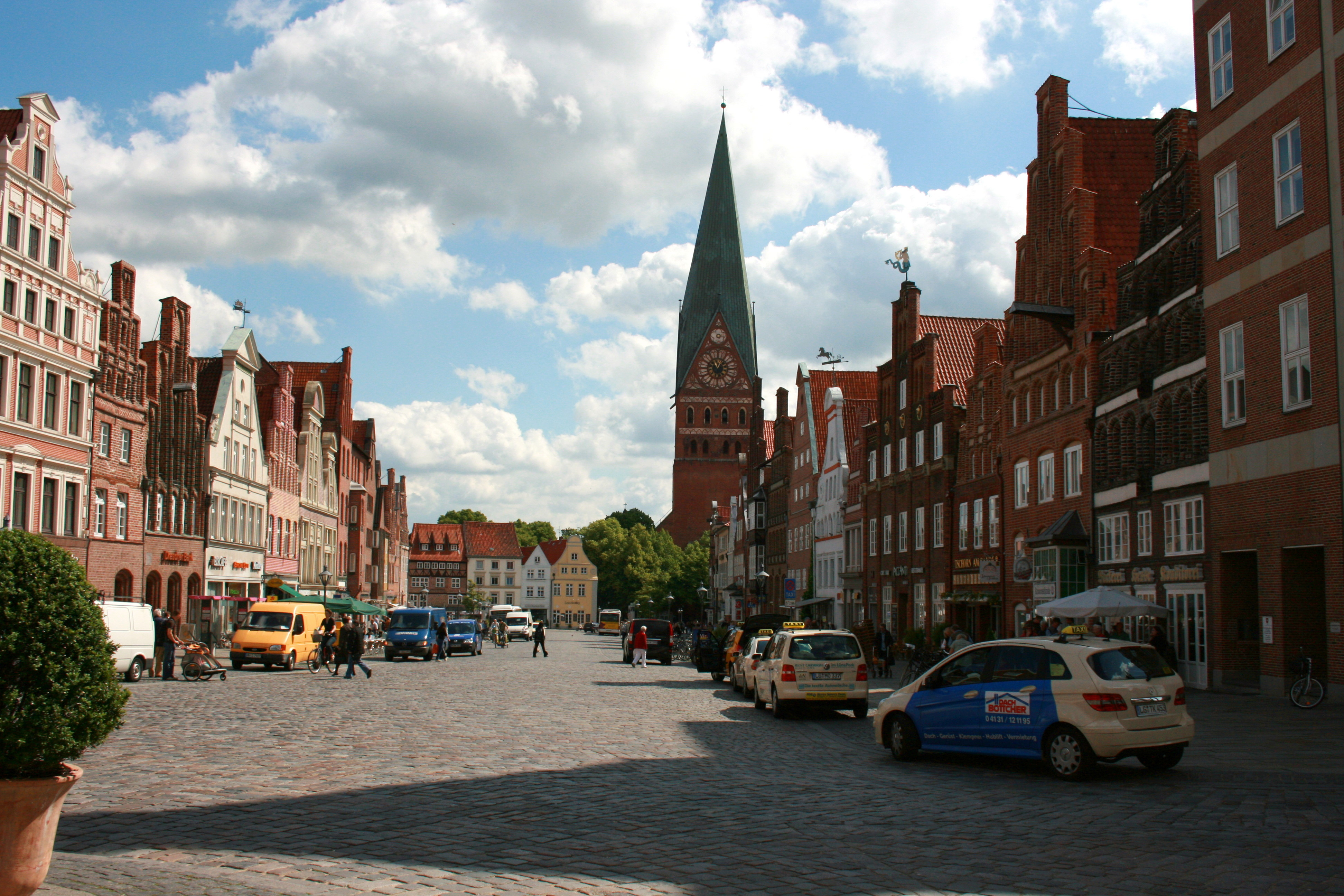
Plac Am Sande w Lüneburgu
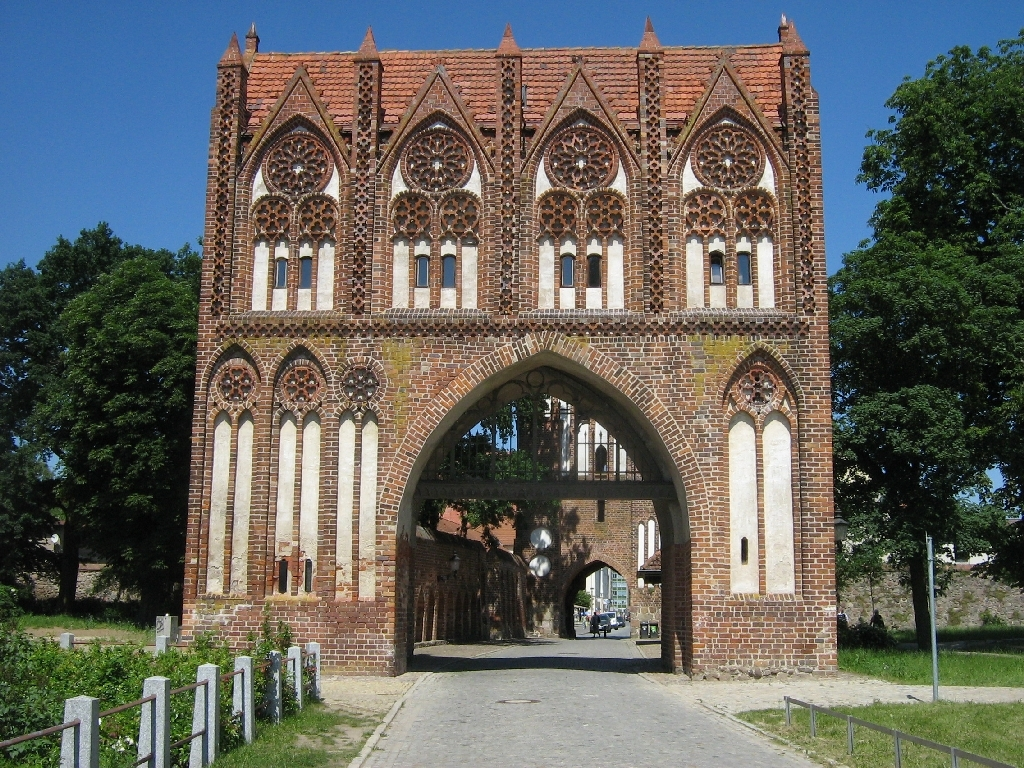
Przedbramie Bramy Stargardzkiej w Neubrandenburgu
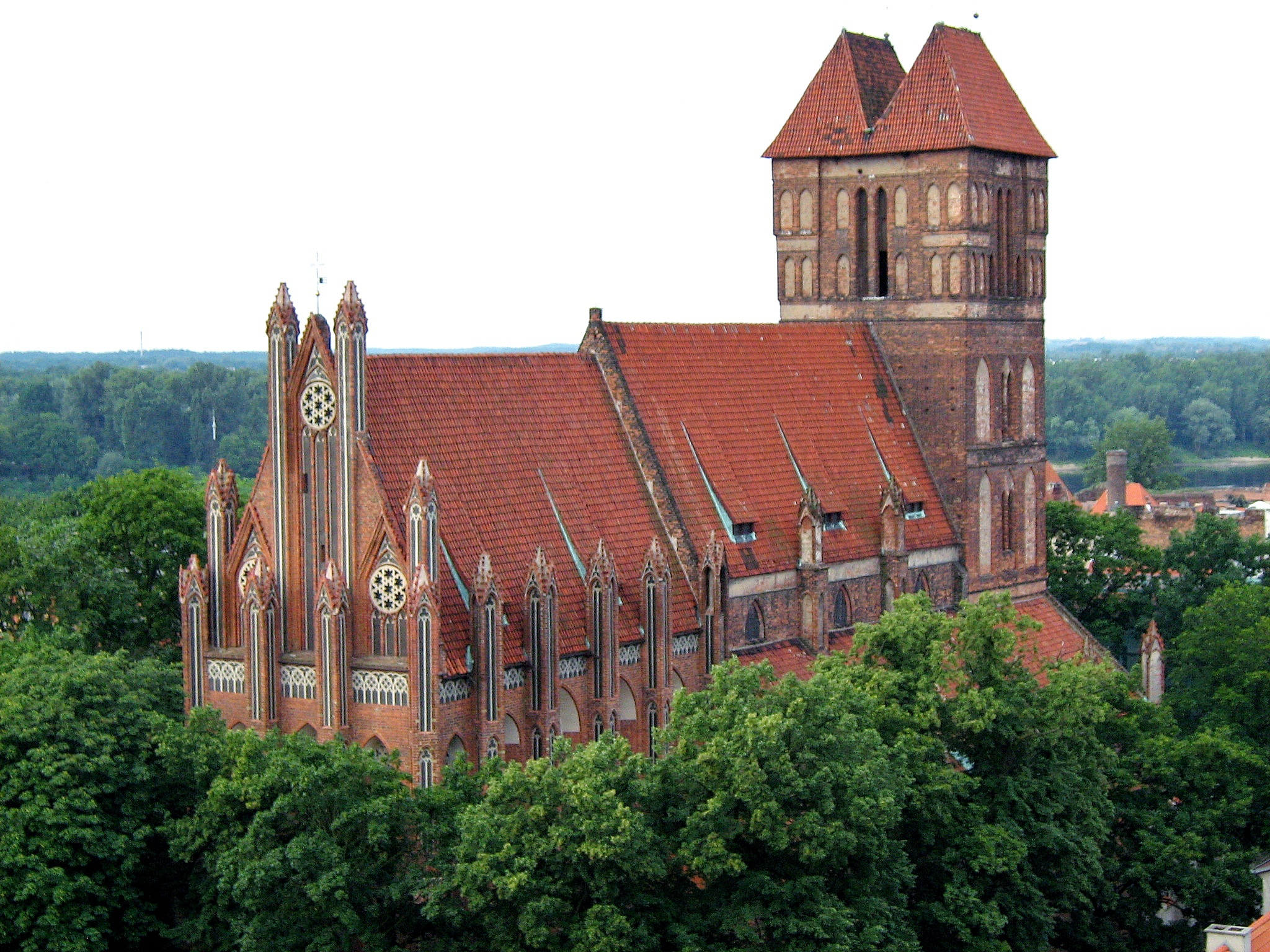
Kościół św. Jakuba na Nowym Mieście w Toruniu
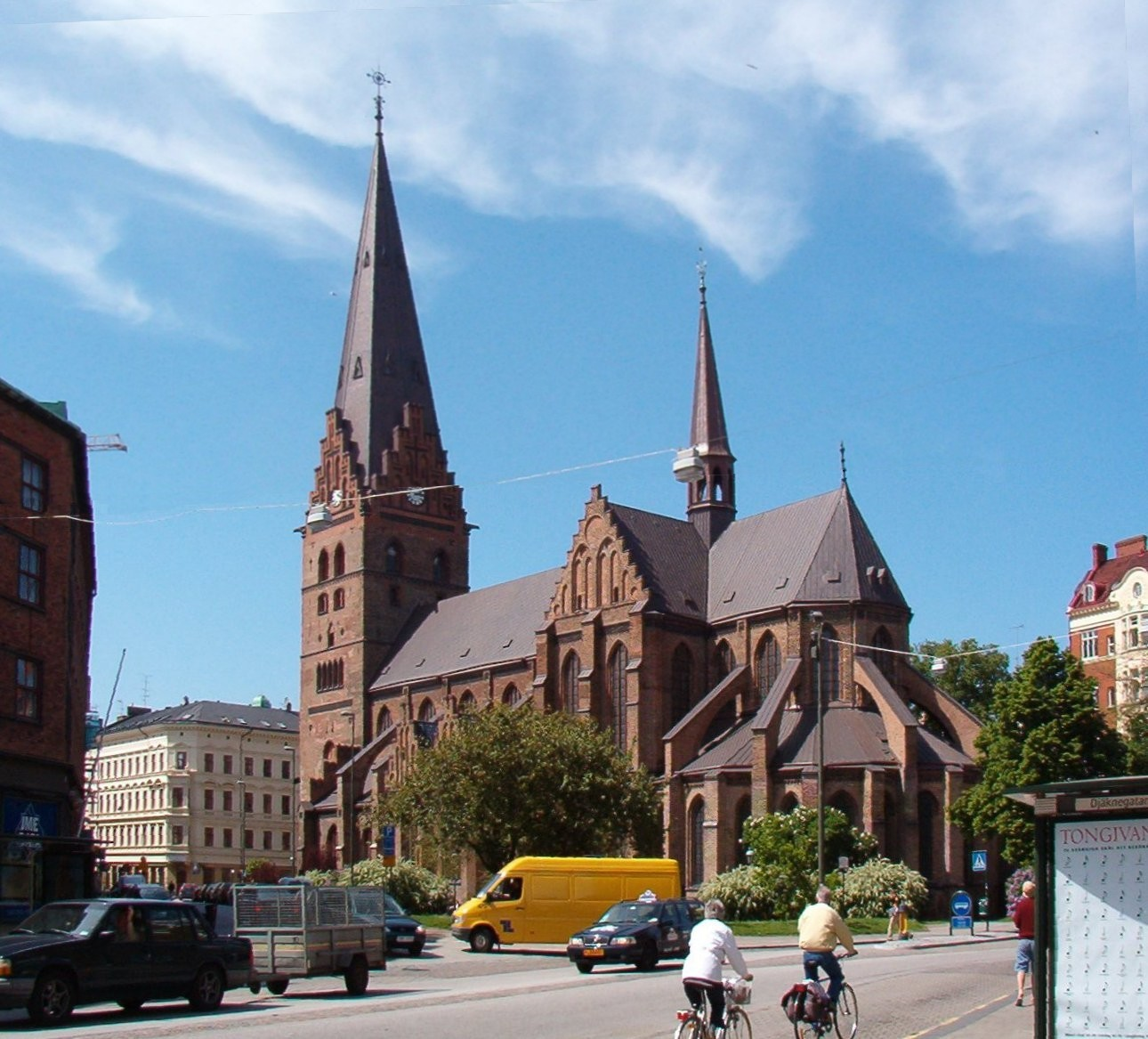
Kościół św. Piotra w Malmö
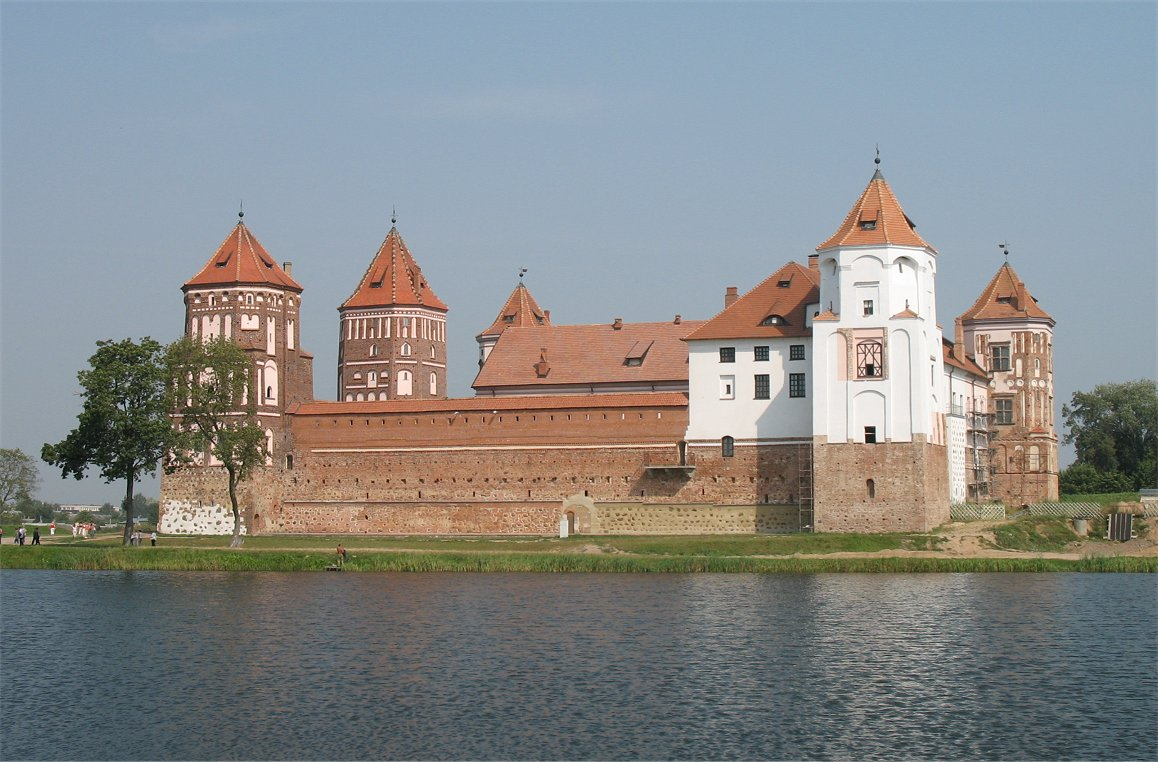
Zamek w Mirze